# 달의 요정 세일러문
《달의 요정 세일러문》(일본어: 美少女戦士セーラームーン 비쇼죠센시 세라문[*], 미소녀전사 세일러문)은 일본의 만화가 다케우치 나오코의 작품을 바탕으로 토에이 동화가 제작하고 TV 아사히에서 총 5편의 시리즈로 나뉘어 200화까지 방영한 애니메이션이다.

### 방송 일시
| 방송 채널 | 방영 기간                        | 방영 시간 |
| TV 아사히 | 1992년 3월 7일 ~ 1997년 2월 8일  | 종료      |
| KBS 2TV   | 1997년 4월 1일 ~ 1998년 6월 11일 | 종료      |

아래는 세일러문의 시리즈이다.
- 달의 요정 세일러문
- 달의 요정 세일러문 R (아르)
- 달의 요정 세일러문 S (슈퍼/에스)
- 달의 요정 세일러문 SuperS (슈퍼즈/슈퍼에스)
- 달의 요정 세일러문 세일러스터즈

## 개요
『미소녀전사 세일러문』시리즈는 TV 애니메이션으로 토에이 동화가 1992년 3월 7일 - 1997년 2월 8일까지 총 5시리즈 200화를 제작하였다. 원작은 다케우치 나오코의 동명의 만화이지만 대중성을 갖추기 위해 큰 줄거리를 제외한 많은 부분이 각색되고 설정이 변경되었다.
한국어 더빙판은 1994년 비디오로 가장 처음 출시되었고, 이후 1997년 KBS 2TV와 투니버스에서 《달의 요정 세일러문》이라는 이름으로 방영하였다. 2012년 9월 3일부터 2016년 6월 24일까지 대원방송 계열의 채널 애니원 애니박스에서 극장판을 포함한 모든 에피소드를 재더빙하여 방영하였었다.

### 아이캐치
시리즈의 아이캐치는 각 시리즈별로 새롭게 제작되지만, 시리즈 초반의 아이캐치는 약간의 차이가 있다.
- 전반과 후반의 아이캐치가 같다. (R) 47화 (48화에서 후반은 다른 아이캐치가 흐른다)
- "S"의 색상이 반전하고있다. (SuperS) 90화
- SE가 없다. (ST) 167-172화 (173화에서 SE가 추가된다)

## 시리즈 에피소드
방영일은 일본의 TV 아사히에서의 방영 기준이다.

### 일본판 세일러문 (1기)
- 세일러문의 첫 번째 시리즈로, 1992년 3월 7일부터 1993년 2월 27일까지 총 46화가 방송되었다.

| 화수 | 부제목                                                                          | 각본                       | （콘티） 연출                                   | 작화 감독                                       | 미술                       | 방영일         |
| ---- | ------------------------------------------------------------------------------- | -------------------------- | ----------------------------------------------- | ----------------------------------------------- | -------------------------- | -------------- |
| 1    | 泣き虫うさぎの華麗なる変身 울보 우사기의 화려한 변신                            | 富田祐弘 토미타 스케히로   | 佐藤順一 사토 준이치                            | 松下浩美 마츠시타 히로미                        | 鹿野良行 시카노 요시유키   | 1992년 3월 7일 |
| 2    | おしおきよ! 占いハウスは妖魔の館 혼내주겠어! 점집은 요마의 저택                 | 柳川茂 야나가와 시게루     | 吉沢孝男 요시자와 타카오                        | 松本勝次 마츠모토 카츠지                        | 鹿野良行 시카노 요시유키   | 3월 14일       |
| 3    | 謎のねむり病、守れ乙女の恋する心 수수께끼의 졸음병, 지켜라 소녀의 사랑하는 마음 | 隅沢克之 스미사와 카츠유키 | 竹之内和久 타케노우치 카즈히사                  | 夏目久仁彦 나츠메 쿠니히코                      | 大河内稔 오코우치 미노루   | 3월 21일       |
| 4    | うさぎが教えます! スリムになる法 우사기가 알려줍니다! 날씬해지는 법             | 富田祐弘 토미타 스케히로   | 小坂春女 코사카 하루메                          | 松本清 마츠모토 키요시                          | 鹿野良行 시카노 요시유키   | 3월 28일       |
| 5    | 妖魔の香り! シャネーラは愛を盗む 요마의 향기! 샤넬라는 사랑을 훔친다            | 柳川茂 야나가와 시게루     | 遠藤勇二 엔도 유지                              | 伊藤郁子 이토 이쿠코                            | 田尻健一 타지리 켄이치     | 4월 11일       |
| 6    | 守れ恋の曲! うさぎはキューピッド 지켜라 사랑의 노래! 우사기는 큐피드            | 隅沢克之 스미사와 카츠유키 | 幾原邦彦 이쿠하라 쿠니히코                      | 只野和子 타다노 카즈코                          | 鹿野良行 시카노 유시유키   | 4월 18일       |
| 7    | うさぎ反省! スターの道はきびしい 우사기 반성! 스타의 길은 험난해                | 柳川茂 야나가와 시게루     | 吉沢孝男 요시자와 타카오                        | 松本勝次 마츠모토 카츠지                        | 大河内稔 오코우치 미노루   | 4월 25일       |
| 8    | 天才少女は妖魔なの? 恐怖の洗脳塾 천재소녀가 요마? 공포의 세뇌 학원              | 富田祐弘 토미타 스케히로   | 佐藤順一 사토 준이치                            | 夏目久仁彦 나츠메 쿠니히코                      | 田尻健一 타지리 켄이치     | 5월 2일        |
| 9    | うさぎの災難! あわて時計にご用心 우사기의 재난! 빨리 가는 시계에 주의           | 隅沢克之 스미사와 카츠유키 | 小坂春女 코사카 하루메                          | 中村明 나카무라 아키라                          | 橋本和幸 하시모토 카즈유키 | 5월 9일        |
| 10   | 呪われたバス! 炎の戦士マーズ登場 저주받은 버스! 불꽃의 전사 마스 등장           | 富田祐弘 토미타 스케히로   | 竹之内和久 타케노우치 카즈히사                  | 松本清 마츠모토 키요시                          | 鹿野良行 시카노 요시유키   | 5월 16일       |
| 11   | うさぎとレイ対決? 夢ランドの悪夢 우사기와 레이의 대결? 꿈랜드의 악몽            | 柳川茂 야나가와 시게루     | 幾原邦彦 이쿠하라 쿠니히코                      | 安藤正浩 안도 마사히로                          | 大河内稔 오코우치 미노루   | 5월 23일       |
| 12   | 私だって彼が欲しい! 豪華船のワナ 나도 애인을 갖고 싶어! 호화선의 함정           | 隅沢克之 스미사와 카츠유키 | 遠藤勇二 엔도 유지                              | 只野和子 타다노 카즈코                          | 田尻健一 타지리 켄이치     | 5월 30일       |
| 13   | 女の子は団結よ! ジェダイトの最期 소녀여 단결하라! 제다이트의 최후               | 富田祐弘 토미타 스케히로   | 小坂春女 코사카 하루메                          | 中村明 나카무라 아키라                          | 橋本和幸 하시모토 카즈유키 | 6월 6일        |
| 14   | 新たなる強敵、ネフライト魔の紋章 새로운 강적, 네프라이트 마의 문장              | 柳川茂 야나가와 시게루     | 佐藤順一 사토 준이치                            | 香川久 카가와 히사시                            | 鹿野良行 시카노 요시유키   | 6월 13일       |
| 15   | うさぎアセる! レイちゃん初デート 우사기 초조하다! 레이짱 첫 데이트              | 隅沢克之 스미사와 카츠유키 | 幾原邦彦 이쿠하라 쿠니히코                      | 松本清 마츠모토 키요시                          | 大河内稔 오코우치 미노루   | 6월 20일       |
| 16   | 純白ドレスの夢! うさぎ花嫁になる 순백 드레스의 꿈! 우사기 신부가 되다           | 杉原めぐみ 스기하라 메구미 | 竹之内和久 타케노우치 카즈히사                  | 安藤正浩 안도 마사히로                          | 田尻健一 타지리 켄이치     | 6월 27일       |
| 17   | モデルはうさぎ? 妖魔カメラの熱写 모델은 우사기? 요마 카메라의 사진찍기          | 富田祐弘 토미타 스케히로   | 遠藤勇二 엔도 유지                              | 只野和子 타다노 카즈코                          | 橋本和幸 하시모토 카즈유키 | 7월 4일        |
| 18   | 進悟の純情! 哀しみのフランス人形 신고의 순정! 비극의 프랑스 인형                | 柳川茂 야나가와 시게루     | 小坂春女 코사카 하루메                          | 伊藤郁子 이토 이쿠코                            | 鹿野良行 시카노 요시유키   | 7월 11일       |
| 19   | うさぎ感激! タキシード仮面の恋文 우사기 감격! 턱시도 가면의 연애편지            | 富田祐弘 토미타 스케히로   | 吉沢孝男 요시자와 타카오                        | 中村明 나카무라 아키라                          | 大河内稔 오코우치 미노루   | 7월 25일       |
| 20   | 夏よ海よ青春よ! おまけに幽霊もよ！ 여름이여 바다여 청춘이여! 그리고 유령도!     | 杉原めぐみ 스기하라 메구미 | 竹之内和久 타케노우치 카즈히사                  | 香川久 카가와 히사시                            | 田尻健一 타지리 켄이치     | 8월 1일        |
| 21   | 子供達の夢守れ! アニメに結ぶ友情 아이들의 꿈을 지켜라! 아니메로 맺어진 우정     | 隅沢克之 스미사와 카츠유키 | 幾原邦彦 이쿠하라 쿠니히코                      | 只野和子 타다노 카즈코 松下浩美 마츠시타 히로미 | 橋本和幸 하시모토 카즈유키 | 8월 8일        |
| 22   | 月下のロマンス! うさぎの初キッス 달빛 아래의 로맨스! 우사기의 첫키스            | 富田祐弘 토미타 스케히로   | 遠藤勇二 엔도 유지                              | 松本清 마츠모토 키요시                          | 鹿野良行 시카노 요시유키   | 8월 15일       |
| 23   | 流れ星に願いを! なるちゃんの純愛 별똥별에게 소원을! 나루짱의 순정               | 柳川茂 야나가와 시게루     | 小坂春女 코사카 하루메                          | 安藤正浩 안도 마사히로                          | 鹿野良行 시카노 요시유키   | 8월 22일       |
| 24   | なるちゃん号泣! ネフライト愛の死 나루짱 통곡! 네프라이트 사랑의 죽음            | 富田祐弘 토미타 스케히로   | 佐藤順一 사토 준이치 五十嵐卓哉 이가라시 타쿠야 | 伊藤郁子 이토 이쿠코                            | 大河内稔 오코우치 미노루   | 8월 29일       |
| 25   | 恋する怪力少女、ジュピターちゃん 사랑하는 괴력 소녀, 쥬피터짱                   | 柳川茂 야나가와 시게루     | 竹之内和久 타케노우치 카즈히사                  | 香川久 카가와 히사시                            | 田尻健一 타지리 켄이치     | 9월 5일        |
| 26   | なるちゃんに笑顔を! うさぎの友情 나루짱에게 미소를! 우사기의 우정               | 富田祐弘 토미타 스케히로   | 幾原邦彦 이쿠하라 쿠니히코                      | 中村明 나카무라 아키라                          | 橋本和幸 하시모토 카즈유키 | 9월 12일       |
| 27   | 亜美ちゃんへの恋!? 未来予知の少年 아미짱에게 보내는 사랑!? 미래예지 소년        | 隅沢克之 스미사와 카츠유키 | 吉沢孝男 요시자와 타카오                        | 安藤正浩 안도 마사히로                          | 鹿野良行 시카노 요시유키   | 10월 10일      |
| 28   | 恋のイラスト、うさぎと衛が接近? 사랑의 일러스트, 우사기와 마모루가 접근?        | 杉原めぐみ 스기하라 메구미 | 遠藤勇二 엔도 유지                              | 只野和子 타다노 카즈코                          | 大河内稔 오코우치 미노루   | 10월 17일      |
| 29   | 大混戦! グチャグチャ恋の四角関係 대혼전! 엉망진창 사랑의 사각관계               | 柳川茂 야나가와 시게루     | 小坂春女 코사카 하루메                          | 松本清 마츠모토 키요시                          | 田尻健一 타지리 켄이치     | 10월 24일      |
| 30   | お爺ちゃん乱心、レイちゃんの危機 할아버지 발광, 레이짱의 위기                   | 富田祐弘 토미타 스케히로   | 竹之内和久 타케노우치 카즈히사                  | 中村明 나카무라 아키라                          | 橋本和幸 하시모토 카즈유키 | 10월 31일      |
| 31   | 恋されて追われて! ルナの最悪の日 사랑받고 쫓기고! 루나 최악의 날                | 隅沢克之 스미사와 카츠유키 | 幾原邦彦 이쿠하라 쿠니히코                      | 伊藤郁子 이토 이쿠코                            | 鹿野良行 시카노 요시유키   | 11월 7일       |
| 32   | 海野の決心! なるちゃんは僕が守る 우미노의 결심! 나루짱은 내가 지킨다            | 柳川茂 야나가와 시게루     | 吉沢孝男 요시자와 타카오                        | 香川久 카가와 히사시                            | 大河内稔 오코우치 미노루   | 11월 14일      |
| 33   | 最後のセーラー戦士、ヴィーナス登場 최후의 세일러 전사, 비너스 등장              | 杉原めぐみ 스기하라 메구미 | 遠藤勇二 엔도 유지                              | 安藤正浩 안도 마사히로                          | 田尻健一 타지리 켄이치     | 11월 21일      |
| 34   | 光輝く銀水晶! 月のプリンセス登場 빛나는 은수정! 달의 공주 등장                  | 隅沢克之 스미사와 카츠유키 | 小坂春女 코사카 하루메                          | 只野和子 타다노 카즈코                          | 橋本和幸 하시모토 카즈유키 | 11월 28일      |
| 35   | よみがえる記憶! うさぎと衛の過去 되살아나는 기억! 우사기와 마모루의 과거        | 隅沢克之 스미사와 카츠유키 | 五十嵐卓哉 이가라시 타쿠야                      | 中村明 나카무라 아키라                          | 鹿野良行 시카노 요시유키   | 12월 5일       |
| 36   | うさぎ混乱! タキシード仮面は悪? 우사기 혼란! 턱시도 가면은 악?                  | 富田祐弘 토미타 스케히로   | 幾原邦彦 이쿠하라 쿠니히코                      | 松本清 마츠모토 키요시                          | 大河内稔 오코우치 미노루   | 12월 12일      |
| 37   | めざせプリンセス? うさぎの珍特訓 공주를 목표로 하라? 우사기의 진기한 특훈       | 柳川茂 야나가와 시게루     | 又野弘道 마타노 히로미치                        | 伊藤郁子 이토 이쿠코                            | 田尻健一 타지리 켄이치     | 12월 19일      |
| 38   | 雪よ山よ友情よ! やっぱり妖魔もよ 눈이여 산이여 우정이여! 역시 요마도            | 隅沢克之 스미사와 카츠유키 | 吉沢孝男 요시자와 타카오                        | 香川久 카가와 히사시                            | 橋本和幸 하시모토 카즈유키 | 12월 26일      |
| 39   | 妖魔とペア!? 氷上の女王まこちゃん 요마와 페어!? 빙상의 여왕 마코짱              | 杉原めぐみ 스기하라 메구미 | 竹之内和久 타케노우치 카즈히사                  | 只野和子 타다노 카즈코                          | 鹿野良行 시카노 요시유키   | 1993년 1월 9일 |
| 40   | 湖の伝説妖怪! うさぎ家族のきずな 호수의 전설요괴! 우사기 가족의 유대            | 杉原めぐみ 스기하라 메구미 | 小坂春女 코사카 하루메                          | 安藤正浩 안도 마사히로                          | 大河内稔 오코우치 미노루   | 1월 16일       |
| 41   | もう恋から逃げない! 亜美と衛対決 이제 사랑을 피하지 않아! 아미와 마모루 대결    | 隅沢克之 스미사와 카츠유키 | 遠藤勇二 엔도 유지                              | 中村明 나카무라 아키라                          | 田尻健一 타지리 켄이치     | 1월 23일       |
| 42   | Sヴィーナスの過去、美奈子の悲恋 세일러 비너스의 과거, 미나코의 비애             | 富田祐弘 토미타 스케히로   | 五十嵐卓哉 이가라시 타쿠야                      | 松本清 마츠모토 키요시                          | 橋本和幸 하시모토 카즈유키 | 1월 30일       |
| 43   | うさぎが孤立? S戦士達の大ゲンカ 우사기가 고립? 세일러 전사들의 큰싸움           | 柳川茂 야나가와 시게루     | 竹之内和久 타케노우치 카즈히사                  | 爲我井克美 타메가이 카츠미                      | 鹿野良行 시카노 요시유키   | 2월 6일        |
| 44   | うさぎの覚醒! 超過去のメッセージ 우사기의 각성! 과거를 뛰어넘은 메시지          | 富田祐弘 토미타 스케히로   | 吉沢孝男 요시자와 타카오                        | 香川久 카가와 히사시                            | 大河内稔 오코우치 미노루   | 2월 13일       |
| 45   | セーラー戦士死す! 悲壮なる最終戦 세일러 전사 죽다! 비장한 최종전                | 柳川茂 야나가와 시게루     | 佐藤順一 사토 준이치 宇田鋼之介 우다 코노스케   | 伊藤郁子 이토 이쿠코                            | 田尻健一 타지리 켄이치     | 2월 20일       |
| 46   | うさぎの想いは永遠に! 新しき転生 우사기의 마음은 영원히! 새로운 전생            | 富田祐弘 토미타 스케히로   | 幾原邦彦 이쿠하라 쿠니히코                      | 只野和子 타다노 카즈코                          | 橋本和幸 하시모토 카즈유키 | 2월 27일       |

- 아키타현: 아키타 아사히 방송 (1992년 10월 1일 개국, 1992년 10월 10일부터 동시 방송)

### 일본판 세일러문 R (2기)
- 세일러문의 두 번째 시리즈로 1993년 3월 6일부터 1994년 3월 5일까지 총 43화 (47 ~ 89화)가 방송되었다.

| 화수 | 부제목                                                                      | 각본                       | （콘티） 연출                                         | 작화 감독                        | 미술                       | 방영일         |
| ---- | --------------------------------------------------------------------------- | -------------------------- | ----------------------------------------------------- | -------------------------------- | -------------------------- | -------------- |
| 47   | ムーン復活! 謎のエイリアン出現 문 부활! 수수께끼의 에일리언 출현            | 柳川茂 야나가와 시게루     | 竹之内和久 타케노우치 카즈히사                        | 中村太一 야마모토 타이치         | 鹿野良行 시카노 요시유키   | 1993년 3월 6일 |
| 48   | 愛と正義ゆえ! セーラー戦士再び 사랑과 정의를 위해! 세일러 전사 또다시       | 隅沢克之 스미사와 카츠유키 | 遠藤勇二 엔도 유지                                    | 長谷川眞也 하세가와 신야         | 大河内稔 오코우치 미노루   | 3월 13일       |
| 49   | 白いバラは誰に? 月影の騎士登場 흰 장미는 누구에게? 달그림자의 기사 등장     | 富田祐弘 토미타 스케히로   | 小坂春女 코사카 하루메                                | 安藤正浩 안도 마사히로           | 田尻健一 타지리 켄이치     | 3월 20일       |
| 50   | うさぎの危機! ティアラ作動せず 우사기의 위기! 티아라 작동하지 않다          | 杉原めぐみ 스기하라 메구미 | 吉沢孝男 요시자와 타카오                              | 爲我井克美 타메가이 카츠미       | 橋本和幸 하시모토 카즈유키 | 4월 10일       |
| 51   | 新しき変身! うさぎパワーアップ 새로운 변신! 우사기 파워 업                  | 柳川茂 야나가와 시게루     | 幾原邦彦 이쿠하라 쿠니히코                            | 香川久 카가와 히사시             | 鹿野良行 시카노 요시유키   | 4월 17일       |
| 52   | 狙われた園児! ヴィーナス大活躍 표적이 된 유치원생! 비너스 대활약            | 隅沢克之 스미사와 카츠유키 | 五十嵐卓哉 이가라시 타쿠야                            | 中村太一 야마모토 타이치         | 大河内稔 오코우치 미노루   | 4월 24일       |
| 53   | 衛とうさぎのベビーシッター騒動 마모루와 우사기의 베이비시터 소동            | 富田祐弘 토미타 스케히로   | 遠藤勇二 엔도 유지                                    | 只野和子 타다노 카즈코           | 田尻健一 타지리 켄이치     | 5월 1일        |
| 54   | 文化祭は私のため!? レイ女王熱唱 문화제는 나를 위해!? 레이 여왕 열창         | 隅沢克之 스미사와 카츠유키 | 小坂春女 코사카 하루메                                | 安藤正浩 안도 마사히로           | 橋本和幸 하시모토 카즈유키 | 5월 8일        |
| 55   | 月影は星十郎? 燃えるまこちゃん 달그림자는 세이쥬로? 불타는 마코짱           | 杉原めぐみ 스기하라 메구미 | 竹之内和久 타케노우치 카즈히사                        | 伊藤郁子 이토 이쿠코             | 鹿野良行 시카노 요시유키   | 5월 22일       |
| 56   | 衛のキス奪え! アンの白雪姫作戦 마모루의 키스를 빼앗아라! 안의 백설공주 작전 | 富田祐弘 토미타 스케히로   | （吉沢孝男 요시자와 타카오） 佐々木憲世 사사키 노리요 | 長谷川眞也 하세가와 신야         | 大河内稔 오코우치 미노루   | 5월 29일       |
| 57   | 放課後にご用心! 狙われたうさぎ 방과후에 조심! 표적이 된 우사기              | 隅沢克之 스미사와 카츠유키 | 遠藤勇二 엔도 유지                                    | 中村太一 야마모토 타이치         | 田尻健一 타지리 켄이치     | 6월 5일        |
| 58   | すれちがう愛の心! 怒りの魔界樹 스쳐가는 사랑의 마음! 분노하는 마계수        | 柳川茂 야나가와 시게루     | 吉沢孝男 요시자와 타카오                              | 只野和子 타다노 카즈코           | 橋本和幸 하시모토 카즈유키 | 6월 12일       |
| 59   | めざめる真実の愛! 魔界樹の秘密 눈뜨는 진실된 사랑! 마계수의 비밀            | 柳川茂 야나가와 시게루     | 竹之内和久 타케노우치 카즈히사                        | 爲我井克美 타메가이 카츠미       | 鹿野良行 시카노 요시유키   | 6월 19일       |
| 60   | 天使?悪魔? 空から来た謎の少女 천사?악마? 하늘에서 온 수수께끼의 소녀        | 富田祐弘 토미타 스케히로   | 幾原邦彦 이쿠하라 쿠니히코                            | 安藤正浩 안도 마사히로           | 大河内稔 오코우치 미노루   | 6월 26일       |
| 61   | うさぎ大ショック! 衛の絶交宣言 우사기 대쇼크! 마모루의 절교선언             | 富田祐弘 토미타 스케히로   | 幾原邦彦 이쿠하라 쿠니히코 宇田鋼之介 우다 코노스케   | 柳沢まさひで 야나기사와 마사히데 | 田尻健一 타지리 켄이치     | 7월 3일        |
| 62   | 戦士の友情! さよなら亜美ちゃん 전사의 우정! 잘 가라 아미짱                  | 隅沢克之 스미사와 카츠유키 | 小坂春女 코사카 하루메                                | 中村太一 야마모토 타이치         | 橋本和幸 하시모토 카즈유키 | 7월 10일       |
| 63   | 女は強く美しく! レイの新必殺技 여자는 강하게 아름답게! 레이의 신필살기      | 柳川茂 야나가와 시게루     | 遠藤勇二 엔도 유지                                    | 長谷川眞也 하세가와 신야         | 鹿野良行 시카노 요시유키   | 7월 24일       |
| 64   | 銀水晶を求めて! ちびうさの秘密 은수정을 찾아서! 치비우사의 비밀             | 富田祐弘 토미타 스케히로   | 吉沢孝男 요시자와 타카오                              | 只野和子 타다노 카즈코           | 大河内稔 오코우치 미노루   | 7월 31일       |
| 65   | 恋の論争! 美奈子とまことが対立 사랑의 논쟁! 미나코와 마코토가 대립          | 杉原めぐみ 스기하라 메구미 | 五十嵐卓哉 이가라시 타쿠야                            | 安藤正浩 안도 마사히로           | 鹿野良行 시카노 요시유키   | 8월 14일       |
| 66   | うさぎの親心? カレーな三角関係 우사기의 모정? 카레같은 삼각관계             | 柳川茂 야나가와 시게루     | 小坂春女 코사카 하루메                                | 爲我井克美 타메가이 카츠미       | 橋本和幸 하시모토 카즈유키 | 8월 21일       |
| 67   | 海よ島よバカンスよ! 戦士の休息親心 바다여 섬이여 바캉스여! 전사의 휴식      | 隅沢克之 스미사와 카츠유키 | 遠藤勇二 엔도 유지                                    | 中村太一 야마모토 타이치         | 鹿野良行 시카노 요시유키   | 8월 28일       |
| 68   | ちびうさを守れ! 10戦士の大激戦 치비우사를 지켜라! 10전사의 대격전           | 富田祐弘 토미타 스케히로   | 幾原邦彦 이쿠하라 쿠니히코                            | 伊藤郁子 이토 이쿠코             | 大河内稔 오코우치 미노루   | 9월 11일       |
| 69   | 目覚めよ眠れる美少女! 衛の苦悩 눈떠라 잠든 미소녀! 마모루의 고뇌            | 富田祐弘 토미타 스케히로   | 吉沢孝男 요시자와 타카오                              | 只野和子 타다노 카즈코           | 鹿野良行 시카노 요시유키   | 9월 25일       |
| 70   | 愛の炎の対決! マーズVSコーアン 사랑의 불꽃의 대결! 마스 VS 코안             | 隅沢克之 스미사와 카츠유키 | 宇田鋼之介 우다 코노스케                              | 香川久 카가와 히사시             | 大河内稔 오코우치 미노루   | 10월 2일       |
| 71   | 友情のため! 亜美とベルチェ激突 우정을 위해! 아미와 베르체 격돌              | 柳川茂 야나가와 시게루     | 小坂春女 코사카 하루메                                | 安藤正浩 안도 마사히로           | 田尻健一 타지리 켄이치     | 10월 16일      |
| 72   | 非情のルベウス! 哀しみの四姉妹 비정한 루베우스! 슬픈 네 자매                | 杉原めぐみ 스기하라 메구미 | 佐々木憲世 사사키 노리요                              | 爲我井克美 타메가이 카츠미       | 橋本和幸 하시모토 카즈유키 | 10월 30일      |
| 73   | UFO出現! さらわれたS戦士達 UFO 출현! 납치된 세일러 전사들                   | 隅沢克之 스미사와 카츠유키 | 遠藤勇二 엔도 유지                                    | 中村太一 야마모토 타이치         | 鹿野良行 시카노 요시유키   | 11월 6일       |
| 74   | ルベウスを倒せ! 宇宙空間の決戦 루베우스를 쓰러트려라! 우주공간의 결전       | 隅沢克之 스미사와 카츠유키 | 芝田浩樹 시바타 히로키                                | 爲我井克美 타메가이 카츠미       | 田尻健一 타지리 켄이치     | 11월 13일      |
| 75   | 謎の新戦士セーラープルート登場 수수께끼의 새 전사 세일러 플루토 등장        | 柳川茂 야나가와 시게루     | 五十嵐卓哉 이가라시 타쿠야                            | 安藤正浩 안도 마사히로           | 鹿野良行 시카노 요시유키   | 11월 20일      |
| 76   | 暗黒の魔力! エスメロードの侵略 암흑의 마력! 에스메로드의 침략               | 杉原めぐみ 스기하라 메구미 | 大谷恒清 오오타니 츠네키요                            | 中村太一 야마모토 타이치         | 橋本和幸 하시모토 카즈유키 | 12월 4일       |
| 77   | 想いは同じ! うさぎと衛の愛再び 마음은 동일! 우사기와 마모루의 사랑 또다시   | 富田祐弘 토미타 스케히로   | 小坂春女 코사카 하루메                                | 本橋秀之 모토하시 히데유키       | 鹿野良行 시카노 요시유키   | 12월 11일      |
| 78   | ヴィーナス美奈子のナース大騒動 비너스 미나코의 간호사 대소동                | 隅沢克之 스미사와 카츠유키 | 佐々木憲世 사사키 노리요                              | 安藤正浩 안도 마사히로           | 田尻健一 타지리 켄이치     | 12월 18일      |
| 79   | アルテミスの冒険! 魔の動物王国 아르테미스의 모험! 마의 동물왕국             | 柳川茂 야나가와 시게루     | 遠藤勇二 엔도 유지                                    | 爲我井克美 타메가이 카츠미       | 鹿野良行 시카노 요시유키   | 12월 25일      |
| 80   | 恐怖の幻影! ひとりぼっちの亜美 공포의 환영! 외톨이 아미                     | 富田祐弘 토미타 스케히로   | 芝田浩樹 시바타 히로키                                | 本橋秀之 모토하시 히데유키       | 橋本和幸 하시모토 카즈유키 | 1994년 1월 8일 |
| 81   | 暗黒ゲート完成? 狙われた小学校 암흑 게이트 완성? 표적이 된 초등학교         | 柳川茂 야나가와 시게루     | 宇田鋼之介 우다 코노스케                              | 中村太一 야마모토 타이치         | 사 아사이 카즈히사         | 1월 15일       |
| 82   | 未来への旅立ち! 時空回廊の戦い 미래로 여행! 시공회랑의 싸움                 | 隅沢克之 스미사와 카츠유키 | 小坂春女 코사카 하루메                                | 本橋秀之 모토하시 히데유키       | 田尻健一 타지리 켄이치     | 1월 22일       |
| 83   | 衝撃の未来! デマンドの黒き野望 충격적인 미래! 데이먼드의 검은 야망          | 富田祐弘 토미타 스케히로   | 佐々木憲世 사사키 노리요                              | 安藤正浩 안도 마사히로           | 鹿野良行 시카노 요시유키   | 1월 29일       |
| 84   | ワイズマンの魔の手! ちびうさ消滅 와이즈맨의 마수! 치비우사 소멸             | 杉原めぐみ 스기하라 메구미 | 遠藤勇二 엔도 유지                                    | 爲我井克美 타메가이 카츠미       | 橋本和幸 하시모토 카즈유키 | 2월 5일        |
| 85   | 暗黒の女王 ブラックレディの誕生 암흑여왕 블랙 레이디의 탄생                 | 富田祐弘 토미타 스케히로   | 芝田浩樹 시바타 히로키                                | 香川久 카가와 히사시             | 田尻健一 타지리 켄이치     | 2월 12일       |
| 86   | サフィール絶命! ワイズマンの罠 사피르 절명! 와이즈맨의 함정                 | 隅沢克之 스미사와 카츠유키 | 宇田鋼之介 우다 코노스케                              | 長谷川眞也 하세가와 신야         | 田尻健一 타지리 켄이치     | 2월 19일       |
| 87   | 愛と未来を信じて! うさぎの決心 사랑과 미래를 믿고! 우사기의 결심            | 富田祐弘 토미타 스케히로   | 小坂春女 코사카 하루메                                | 中村太一 야마모토 타이치         | 浅井和久 아사이 카즈히사   | 2월 26일       |
| 88   | 光と闇の最終決戦! 未来へ誓う愛 빛과 어둠의 최종 결전! 미래에 맹세하는 사랑  | 富田祐弘 토미타 스케히로   | 五十嵐卓哉 이가라시 타쿠야                            | 只野和子 타다노 카즈코           | 橋本和幸 하시모토 카즈유키 | 3월 5일        |
| 89   | うさぎ達の決意! 新しき戦いの序曲 우사기와 친구들의 결의! 새로운 싸움의 서곡 | 隅沢克之 스미사와 카츠유키 | 宇田鋼之介 우다 코노스케                              | -                                | -                          | 3월 12일       |

- 야마가타현: 야마가타 TV[1] (1993년 4월 1일 ANN 가맹, 1993년 4월 10일부터 동시 방송)
- 오이타현: 오이타 아사히 방송 (1993년 10월 1일 개국, 1993년 10월 2일부터 동시 방송)

### 일본판 세일러문 S (3기)
- 세일러문의 세 번째 시리즈로 1994년 3월 19일부터 1995년 2월 25일까지 총 38화 (90 ~ 127화)가 방송되었다.

| 화수 | 부제목                                                                    | 각본                       | （콘티） 연출                                   | 작화 감독                        | 미술                       | 방영일          |
| ---- | ------------------------------------------------------------------------- | -------------------------- | ----------------------------------------------- | -------------------------------- | -------------------------- | --------------- |
| 90   | 地球崩壊の予感? 謎の新戦士出現 지구붕괴의 예감? 새로운 전사출현           | 富田祐弘 토미타 스케히로   | 佐藤順一 사토 준이치                            | 安藤正浩 안도 마사히로           | 田尻健一 타지리 켄이치     | 1994년 3월 19일 |
| 91   | 愛のロッド誕生! うさぎの新変身 사랑의 로드 탄생! 우사기의 새 변신         | 柳川茂 야나가와 시게루     | 遠藤勇二 엔도 유지                              | 爲我井克美 타메가이 카츠미       | 鹿野良行 시카노 요시유키   | 3월 26일        |
| 92   | 素敵な美少年? 天王はるかの秘密 멋진 미소년? 텐오 하루카의 비밀            | 隅沢克之 스미사와 카츠유키 | 幾原邦彦 이쿠하라 쿠니히코                      | 香川久 카가와 히사시             | 浅井和久 아사이 카즈히사   | 4월 16일        |
| 93   | うさぎの憧れ! 優美な天才みちる 우사기의 동경! 우아한 천재 미치루          | 杉原めぐみ 스기하라 메구미 | 芝田浩樹 시바타 히로키                          | 中村太一 야마모토 타이치         | 橋本和幸 하시모토 카즈유키 | 4월 23일        |
| 94   | 純な心を守れ! 敵味方三つ巴乱戦 순수한 마음을 지켜라! 적과 우리편의 삼파전 | 富田祐弘 토미타 스케히로   | 佐々木憲世 사사키 노리요                        | 伊藤郁子 이토 이쿠코             | 田尻健一 타지리 켄이치     | 4월 30일        |
| 95   | 恋のおたすけはムーンにおまかせ 사랑의 구원은 문에게 맡기라                | 柳川茂 야나가와 시게루     | 小坂春女 코사카 하루메                          | とみながまり 토미나가 마리       | 鹿野良行 시카노 요시유키   | 5월 7일         |
| 96   | 冷酷なウラヌス? まことのピンチ 냉혹한 우라누스? 마코토의 위기             | 榎戸洋司 에노키도 요지     | 宇田鋼之介 우다 코노스케                        | 安藤正浩 안도 마사히로           | 浅井和久 아사이 카즈히사   | 5월 14일        |
| 97   | 水のラビリンス! ねらわれた亜美 물의 미궁! 표적이 된 아미                  | 杉原めぐみ 스기하라 메구미 | 佐藤順一 사토 준이치                            | 爲我井克美 타메가이 카츠미       | 橋本和幸 하시모토 카즈유키 | 5월 21일        |
| 98   | 友達を救え! ムーンウラヌス連合 친구를 구하라! 문 우라누스 연합            | 富田祐弘 토미타 스케히로   | 遠藤勇二 엔도 유지                              | 中村太一 야마모토 타이치         | 田尻健一 타지리 켄이치     | 5월 28일        |
| 99   | 男の優しさ! 雄一郎、レイに失恋? 남자의 상냥함! 유이치로, 레이에게 실연?   | 杉原めぐみ 스기하라 메구미 | 小坂春女 코사카 하루메                          | 長谷川眞也 하세가와 신야         | 鹿野良行 시카노 요시유키   | 6월 18일        |
| 100  | S戦士をやめたい!? 美奈子の悩み 세일러 전사 그만두고 싶어!? 미나코의 고민  | 榎戸洋司 에노키도 요지     | 芝田浩樹 시바타 히로키                          | とみながまり 토미나가 마리       | 浅井和久 아사이 카즈히사   | 6월 25일        |
| 101  | うさぎ涙! 誕生日にガラスの靴を 우사기 눈물! 생일에 유리 구두를            | 隅沢克之 스미사와 카츠유키 | 遠藤勇二 엔도 유지                              | 安藤正浩 안도 마사히로           | 橋本和幸 하시모토 카즈유키 | 7월 2일         |
| 102  | 奪われた純な心! うさぎ絶体絶命 빼앗긴 순수한 마음! 우사기 절체절명        | 隅沢克之 스미사와 카츠유키 | 佐々木憲世 사사키 노리요                        | 中村太一 야마모토 타이치         | 田尻健一 타지리 켄이치     | 7월 16일        |
| 103  | やって来たちっちゃな美少女戦士 다시 찾아온 작은 미소녀전사                | 柳川茂 야나가와 시게루     | 幾原邦彦 이쿠하라 쿠니히코                      | 黒田和也 쿠로다 카즈야           | 鹿野良行 시카노 요시유키   | 8월 6일         |
| 104  | 友達を求めて! ちびムーンの活躍 친구를 구하라! 치비문의 활약               | 杉原めぐみ 스기하라 메구미 | 佐藤順一 사토 준이치                            | 伊藤郁子 이토 이쿠코             | 浅井和久 아사이 카즈히사   | 8월 20일        |
| 105  | 力が欲しい! まこちゃんの迷い道 힘이 필요해! 마코짱의 방황                 | 柳川茂 야나가와 시게루     | 芝田浩樹 시바타 히로키                          | とみながまり 토미나가 마리       | 鹿野良行 시카노 요시유키   | 8월 27일        |
| 106  | 運命のきずな! ウラヌスの遠い日 운명의 인연! 우라누스의 아득한 날          | 榎戸洋司 에노키도 요지     | 五十嵐卓哉 이가라시 타쿠야                      | 爲我井克美 타메가이 카츠미       | 田尻健一 타지리 켄이치     | 9월 3일         |
| 107  | 芸術は愛の爆発! ちびうさの初恋 예술은 사랑의 폭발! 치비우사의 첫사랑      | 隅沢克之 스미사와 카츠유키 | 遠藤勇二 엔도 유지                              | 中村太一 야마모토 타이치         | 大河内稔 오코우치 미노루   | 9월 10일        |
| 108  | うさぎのダンスはワルツに乗って 우사기의 댄스는 왈츠를 타고                | 杉原めぐみ 스기하라 메구미 | 小坂春女 코사카 하루메                          | 安藤正浩 안도 마사히로           | 浅井和久 아사이 카즈히사   | 9월 17일        |
| 109  | 衝撃の刻! 明かされた互いの正体 충격적인 순간! 밝혀진 서로의 정체          | 富田祐弘 토미타 스케히로   | 佐藤順一 사토 준이치                            | 黒田和也 쿠로다 카즈야           | 鹿野良行 시카노 요시유키   | 9월 24일        |
| 110  | ウラヌス達の死? タリスマン出現 우라누스들의 죽음? 타리스만 출현           | 榎戸洋司 에노키도 요지     | 幾原邦彦 이쿠하라 쿠니히코                      | とみながまり 토미나가 마리       | 田尻健一 타지리 켄이치     | 10월 15일       |
| 111  | 聖杯の神秘な力! ムーン二段変身 성배의 신비한 힘! 문 이단변신              | 富田祐弘 토미타 스케히로   | 芝田浩樹 시바타 히로키                          | 伊藤郁子 이토 이쿠코             | 橋本和幸 하시모토 카즈유키 | 10월 22일       |
| 112  | 真の救世主は誰? 光と影のカオス 진짜 구세주는 누구? 빛과 그림자의 카오스   | 柳川茂 야나가와 시게루     | 佐々木憲世 사사키 노리요                        | 長谷川眞也 하세가와 신야         | 大河内稔 오코우치 미노루   | 11월 5일        |
| 113  | 妖気漂う家! 美少女ほたるの秘密 요기가 감도는 집! 미소녀 호타루의 비밀     | 杉原めぐみ 스기하라 메구미 | 宇田鋼之介 우다 코노스케                        | 中村太一 야마모토 타이치         | 田尻健一 타지리 켄이치     | 11월 12일       |
| 114  | アイドル大好き! 悩めるミメット 아이돌이 좋아! 고민하는 미메트             | 榎戸洋司 에노키도 요지     | 小坂春女 코사카 하루메                          | 安藤正浩 안도 마사히로           | 鹿野良行 시카노 요시유키   | 11월 19일       |
| 115  | 沈黙の影!? あわき蛍火のゆらめき 침묵의 그림자!? 희미한 반딧불의 흔들림    | 榎戸洋司 에노키도 요지     | 五十嵐卓哉 이가라시 타쿠야                      | 爲我井克美 타메가이 카츠미       | 田尻健一 타지리 켄이치     | 11월 26일       |
| 116  | 嵐のち晴れ! ほたるに捧げる友情 폭풍 뒤 맑음! 호타루에게 바치는 우정       | 杉原めぐみ 스기하라 메구미 | 遠藤勇二 엔도 유지                              | 柳瀬譲二                         | 浅井和久 아사이 카즈히사   | 12월 3일        |
| 117  | より高くより強く! うさぎの応援 더 높게 더 강하게! 우사기의 응원           | 柳川茂 야나가와 시게루     | 幾原邦彦 이쿠하라 쿠니히코                      | 中村太一 야마모토 타이치         | 大河内稔 오코우치 미노루   | 12월 10일       |
| 118  | 魔空の戦い! セーラー戦士の賭け 마공의 싸움! 세일러 전사의 도박            | 隅沢克之 스미사와 카츠유키 | 佐々木憲世 사사키 노리요                        | 柳沢まさひで 야나기사와 마사히데 | 田尻健一 타지리 켄이치     | 12월 17일       |
| 119  | 沈黙のメシア覚せい? 運命の星々 침묵의 메시아 각성? 운명의 별들            | 榎戸洋司 에노키도 요지     | 小坂春女 코사카 하루메                          | 長谷川眞也 하세가와 신야         | 浅井和久 아사이 카즈히사   | 12월 24일       |
| 120  | 異次元からの侵略! 無限学園の謎 이차원의 침략! 무한학원의 수수께끼         | 杉原めぐみ 스기하라 메구미 | 宇田鋼之介 우다 코노스케                        | 爲我井克美 타메가이 카츠미       | 大河内稔 오코우치 미노루   | 1995년 1월 7일  |
| 121  | 心を奪う妖花! 第三の魔女テルル 마음을 빼앗는 요화! 제3의 마녀 테루루      | 柳川茂 야나가와 시게루     | 五十嵐卓哉 이가라시 타쿠야                      | 中村太一 야마모토 타이치         | 橋本和幸 하시모토 카즈유키 | 1월 14일        |
| 122  | 愛を信じて! 亜美、心優しき戦士 사랑을 믿으며! 아미, 상냥한 전사           | 富田祐弘 토미타 스케히로   | 遠藤勇二 엔도 유지                              | 本橋秀之 모토하시 히데유키       | 田尻健一 타지리 켄이치     | 1월 21일        |
| 123  | 破滅の影! 沈黙のメシアの目覚め 파멸의 그림자! 침묵의 메시아 각성          | 杉原めぐみ 스기하라 메구미 | 小坂春女 코사카 하루메                          | とみながまり 토미나가 마리       | 大河内稔 오코우치 미노루   | 1월 28일        |
| 124  | 迫り来る闇の恐怖! 苦戦の8戦士 다가오는 어둠의 공포! 고전하는 8전사        | 榎戸洋司 에노키도 요지     | 佐藤順一 사토 준이치 五十嵐卓哉 이가라시 타쿠야 | 伊藤郁子 이토 이쿠코             | 橋本和幸 하시모토 카즈유키 | 2월 4일         |
| 125  | 輝く流星! サターンそして救世主 반짝이는 유성! 새턴 그리고 구세주          | 榎戸洋司 에노키도 요지     | 佐藤順一 사토 준이치 宇田鋼之介 우다 코노스케   | 伊藤郁子 이토 이쿠코             | 田尻健一 타지리 켄이치     | 2월 11일        |
| 126  | 新しき生命! 運命の星々別離の時 새로운 생명! 운명의 별들 이별의 시간       | 杉原めぐみ 스기하라 메구미 | 遠藤勇二 엔도 유지                              | 中村太一 야마모토 타이치         | 浅井和久 아사이 카즈히사   | 2월 18일        |
| 127  | 戦士の自覚! 強さは純な心の中に 전사의 자각! 강함은 순수한 마음 속에       | 富田祐弘 토미타 스케히로   | 小坂春女 코사카 하루메                          | 安藤正浩 안도 마사히로           | 大河内稔 오코우치 미노루   | 2월 25일        |

### 일본판 세일러문 SuperS (4기)
- 세일러문의 네 번째 시리즈로, 1995년 3월 4일부터 1996년 3월 2일까지 총 39화 (128 ~ 166화, 스페셜 1화)가 방송되었다.

| 화수 | 부제목 | 각본                                                                     | 연출                                                | 작화 감독                  | 미술                       | 방영일          |
| ---- | --- | ------------------------------------------------------------------------ | --------------------------------------------------- | -------------------------- | -------------------------- | --------------- |
| 128  | 運命の出会い! ペガサスの舞う夜 운명의 만남! 페가수스가 춤추는 밤 | 榎戸洋司 에노키도 요지                                                   | 幾原邦彦 이쿠하라 쿠니히코                          | 爲我井克美 타메가이 카츠미 | 橋本和幸 하시모토 카즈유키 | 1995년 3월 4일  |
| 129  | スーパー変身再び! ペガサスの力 슈퍼 변신 또다시! 페가수스의 힘 | 杉原めぐみ 스기하라 메구미                                               | 佐々木憲世 사사키 노리요                            | とみながまり 토미나가 마리 | 田尻健一 타지리 켄이치     | 3월 11일        |
| 130  | 守れ母の夢! Wムーンの新必殺技 엄마의 꿈을 지켜라! 더블 문의 새로운 필살기 | 山口亮太 야마구치 료타                                                   | 芝田浩樹 시바타 히로키                              | 香川久 카가와 히사시       | 浅井和久 아사이 카즈히사   | 3월 18일        |
| 131  | ペガサスを捕えろ! アマゾンの罠 페가수스를 잡아라! 아마존의 함정 | 吉村元希 요시무라 겐키                                                   | 遠藤勇二 엔도 유지                                  | 長谷川眞也 하세가와 신야   | 大河内稔 오코우치 미노루   | 3월 25일        |
| SP   | 華麗に変身? 泣き虫うさぎの成長記録 화려하게 변신? 울보 우사기의 성장기록 はるかみちる再び! 亡霊人形劇 하루카 미치루 또다시! 망령인형극 ちびうさの冒険! 恐怖、吸血鬼の館 치비우사의 모험! 공포, 흡혈귀의 저택 | 杉原めぐみ 스기하라 메구미 榎戸洋司 에노키도 요지 吉村元希 요시무라 겐키 | 宇田鋼之介 우다 코노스케 五十嵐卓哉 이가라시 타쿠야 | 中村太一 야마모토 타이치   |                            | 4월 8일         |
| 132  | お似合いの二人! うさぎと衛の愛 잘 어울리는 두사람! 우사기와 마모루의 사랑 | 榎戸洋司 에노키도 요지                                                   | 佐藤順一 사토 준이치                                | 安藤正浩 안도 마사히로     | 浅井和久 아사이 카즈히사   | 4월 15일        |
| 133  | アルテミスの浮気? 謎の子猫登場 아르테미스의 바람기? 수수께끼의 아기고양이 등장 | 杉原めぐみ 스기하라 메구미                                               | 小坂春女 코사카 하루메                              | とみながまり 토미나가 마리 | 田尻健一 타지리 켄이치     | 4월 29일        |
| 134  | まことの友情! 天馬に憧れた少女 마코토의 우정! 천마를 동경한 소녀 | 山口亮太 야마구치 료타                                                   | 芝田浩樹 시바타 히로키                              | 爲我井克美 타메가이 카츠미 | 大河内稔 오코우치 미노루   | 5월 13일        |
| 135  | 触れ合う心! ちびうさとペガサス 스치는 마음! 치비우사와 페가수스 | 榎戸洋司 에노키도 요지                                                   | 佐々木憲世 사사키 노리요                            | 香川久 카가와 히사시       | 橋本和幸 하시모토 카즈유키 | 5월 20일        |
| 136  | 衛を守れ! 忍者うさぎのヤキモチ 마모루를 지켜라! 닌자 우사기의 질투 | 杉原めぐみ 스기하라 메구미                                               | 遠藤勇二 엔도 유지                                  | 長谷川眞也 하세가와 신야   | 浅井和久 아사이 카즈히사   | 5월 27일        |
| 137  | あやかしの森! 美しき妖精の誘い 이상한 숲! 아름다운 요정의 유혹 | 吉村元希 요시무라 겐키                                                   | 幾原邦彦 이쿠하라 쿠니히코                          | 中村太一 야마모토 타이치   | 田尻健一 타지리 켄이치     | 6월 3일         |
| 138  | 天国まで走れ! 夢の車にかける愛 천국까지 달려라! 꿈의 자동차에 거는 사랑 | 山口亮太 야마구치 료타                                                   | 芝田浩樹 시바타 히로키                              | 安藤正浩 안도 마사히로     | 大河内稔 오코우치 미노루   | 6월 10일        |
| 139  | 目指せ日本一! 美少女剣士の悩み 일본 제일을 노려라! 미소녀 검사의 고민 | 中野睦 나카노 무츠미                                                     | 小坂春女 코사카 하루메                              | 伊藤郁子 이토 이쿠코       | 橋本和幸 하시모토 카즈유키 | 6월 17일        |
| 140  | ミニが大好き! おしゃれな戦士達 미니스커트가 너무 좋아! 멋쟁이 전사들 | 吉村元希 요시무라 겐키                                                   | 佐藤順一 사토 준이치                                | とみながまり 토미나가 마리 | 浅井和久 아사이 카즈히사   | 7월 1일         |
| 141  | 恋の嵐! 美奈子のフタマタ大作戦 사랑의 폭풍! 미나코의 양다리 대작전 | 山口亮太 야마구치 료타                                                   | 五十嵐卓哉 이가라시 타쿠야                          | 香川久 카가와 히사시       | 田尻健一 타지리 켄이치     | 7월 8일         |
| 142  | 秘密の館! 愛のメニューを貴方に 비밀의 저택! 사랑의 메뉴를 당신에게 | 杉原めぐみ 스기하라 메구미                                               | 遠藤勇二 엔도 유지                                  | 爲我井克美 타메가이 카츠미 | 大河内稔 오코우치 미노루   | 7월 15일        |
| 143  | 天馬を信じる時! 4戦士の超変身 천마를 믿을 때! 네 전사의 초변신 | 榎戸洋司 에노키도 요지                                                   | 佐々木憲世 사사키 노리요                            | 中村太一 야마모토 타이치   | 橋本和幸 하시모토 카즈유키 | 7월 22일        |
| 144  | きらめく夏の日! 潮風の少女亜美 반짝이는 여름날! 바닷바람의 소녀 아미 | 山口亮太 야마구치 료타                                                   | 芝田浩樹 시바타 히로키                              | 安藤正浩 안도 마사히로     | 浅井和久 아사이 카즈히사   | 8월 12일        |
| 145  | プリマをねらえ! うさぎのバレエ 프리마를 노려라! 우사기의 발레 | 吉村元希 요시무라 겐키                                                   | 小坂春女 코사카 하루메                              | とみながまり 토미나가 마리 | 田尻健一 타지리 켄이치     | 8월 19일        |
| 146  | 十番街の休日! 無邪気な王女様 쥬반가의 휴일! 천진난만한 공주님 | 杉原めぐみ 스기하라 메구미                                               | 佐藤順一 사토 준이치                                | 下笠美穂 시모가사 미호     | 大河内稔 오코우치 미노루   | 8월 2일         |
| 147  | 運命のパートナー? まことの純情 운명의 파트너? 마코토의 순정 | 山口亮太 야마구치 료타                                                   | 遠藤勇二 엔도 유지                                  | 香川久 카가와 히사시       | 橋本和幸 하시모토 카즈유키 | 9월 2일         |
| 148  | 巨悪の影! 追いつめられたトリオ 거악의 그림자! 궁지에 몰린 트리오 | 榎戸洋司 에노키도 요지                                                   | 宇田鋼之介 우다 코노스케                            | 中村太一 야마모토 타이치   | 浅井和久 아사이 카즈히사   | 9월 23일        |
| 149  | 夢の鏡! アマゾン最後のステージ 꿈의 거울! 아마존 최후의 스테이지 | 榎戸洋司 에노키도 요지                                                   | 芝田浩樹 시바타 히로키                              | 爲我井克美 타메가이 카츠미 | 田尻健一 타지리 켄이치     | 10월 21일       |
| 150  | アマゾネス! 鏡の裏から来た悪夢 아마조네스! 거울 속에서 나온 악몽 | 榎戸洋司 에노키도 요지                                                   | 幾原邦彦 이쿠하라 쿠니히코                          | 安藤正浩 안도 마사히로     | 大河内稔 오코우치 미노루   | 10월 28일       |
| 151  | 真のパワー爆発! 亜美 心のしらべ 진정한 파워 폭발! 아미 마음의 연주 | 山口亮太 야마구치 료타                                                   | 五十嵐卓哉 이가라시 타쿠야                          | とみながまり 토미나가 마리 | 橋本和幸 하시모토 카즈유키 | 11월 4일        |
| 152  | 炎の情熱! マーズ怒りの超必殺技 불꽃의 정열! 마스 분노의 초필살기 | 杉原めぐみ 스기하라 메구미                                               | 小坂春女 코사카 하루메                              | 伊藤郁子 이토 이쿠코       | 浅井和久 아사이 카즈히사   | 11월 11일       |
| 153  | 恐怖の歯医者さん? パラパラの館 공포의 치과의사? 파라파라의 저택 | 吉村元希 요시무라 겐키                                                   | 佐々木憲世 사사키 노리요                            | 安藤正浩 안도 마사히로     | 橋本和幸 하시모토 카즈유키 | 11월 18일       |
| 154  | 対決! 美奈子とまこと絶交宣言 대결! 미나코와 마코토 절교선언 | 山口亮太 야마구치 료타                                                   | 遠藤勇二 엔도 유지                                  | 清山滋崇 키요야마 시게타카 | 浅井和久 아사이 카즈히사   | 11월 25일       |
| 155  | 恐怖を越えて! 自由へのジャンプ 공포를 넘어서! 자유를 향한 점프 | 杉原めぐみ 스기하라 메구미                                               | 宇田鋼之介 우다 코노스케                            | 下笠美穂 시모가사 미호     | 大河内稔 오코우치 미노루   | 12월 2일        |
| 156  | 夢を見失わないで! 真実を映す鏡 꿈을 잃지 마! 진실을 비추는 거울 | 吉村元希 요시무라 겐키                                                   | 五十嵐卓哉 이가라시 타쿠야                          | 爲我井克美 타메가이 카츠미 | 浅井和久 아사이 카즈히사   | 12월 9일        |
| 157  | ペガサスが消えた!? ゆれ動く友情 페가수스가 사라졌다!? 흔들리는 우정 | 山口亮太 야마구치 료타                                                   | 小坂春女 코사카 하루메                              | 近藤優次 곤도 유지         | 橋本和幸 하시모토 카즈유키 | 12월 16일       |
| 158  | 天馬の秘密! 夢世界を守る美少年 천마의 비밀! 꿈세계를 지키는 미소년 | 吉村元希 요시무라 겐키                                                   | 佐藤順一 사토 준이치                                | 黒沢守 쿠로사와 마모루     | 大河内稔 오코우치 미노루   | 12월 23일       |
| 159  | ちびうさの小さな恋のラプソディ 치비우사의 작은 사랑의 랩소디 | 杉原めぐみ 스기하라 메구미                                               | 幾原邦彦 이쿠하라 쿠니히코                          | 伊藤郁子 이토 이쿠코       | 浅井和久 아사이 카즈히사   | 1996년 1월 13일 |
| 160  | 大人になる夢! アマゾネスの当惑 어른이 되는 꿈! 아마조네스 당혹 | 杉原めぐみ 스기하라 메구미                                               | 小坂春女 코사카 하루메                              | 安藤正浩 안도 마사히로     | 田尻健一 타지리 켄이치     | 1월 20일        |
| 161  | 動き出した恐怖! 闇の女王の魔手 움직이기 시작한 공포! 어둠의 여왕의 마수 | 吉村元希 요시무라 겐키                                                   | 佐々木憲世 사사키 노리요                            | 清山滋崇 키요야마 시게타카 | 窪田忠雄 쿠보타 타다오     | 1월 27일        |
| 162  | 闇の震源地 デッドムーンサーカス 어둠의 진원지 데드문 서커스 | 山口亮太 야마구치 료타                                                   | 遠藤勇二 엔도 유지                                  | 伊東美奈子 이토 미나코     | 大河内稔 오코우치 미노루   | 2월 3일         |
| 163  | 鏡の迷宮! 捕えられたちびムーン 거울의 미궁! 붙잡힌 치비문 | 榎戸洋司 에노키도 요지                                                   | 小坂春女 코사카 하루메                              | とみながまり 토미나가 마리 | 橋本和幸 하시모토 카즈유키 | 2월 10일        |
| 164  | 黄金水晶出現! ネヘレニアの魔力 황금수정 출현! 네헤레니아의 마력 | 榎戸洋司 에노키도 요지                                                   | 五十嵐卓哉 이가라시 타쿠야                          | 安藤正浩 안도 마사히로     | 田尻健一 타지리 켄이치     | 2월 17일        |
| 165  | クリスタル輝く時! 美しき夢の力 크리스탈이 빛날 때! 아름다운 꿈의 힘 | 榎戸洋司 에노키도 요지                                                   | 遠藤勇二 엔도 유지                                  | 牛来隆行 고라이 타카유키   | 田尻健一 타지리 켄이치     | 2월 24일        |
| 166  | 夢よいつまでも! 光、天に満ちて 꿈이여 언제까지나! 빛, 하늘에 가득하고 | 榎戸洋司 에노키도 요지                                                   | 幾原邦彦 이쿠하라 쿠니히코                          | 伊藤郁子 이토 이쿠코       | 浅井和久 아사이 카즈히사   | 3월 2일         |

- 에히메현: 에히메 아사히 TV[2] (1995년 4월 1일 개국, 1995년 4월 8일부터 동시 방송)
- 오키나와현: 류큐 아사히 방송[3] (1995년 10월 1일 개국, 1995년 10월 21일부터 동시 방송)

### 일본판 세일러문 Sailor Stars (5기)
- 세일러문의 다섯 번째 시리즈로, 1996년 3월 9일부터 1997년 2월 8일까지 총 34 화 (167 ~ 200 화)가 방송되었다.

| 화수 | 부제목                                                                    | 각본                   | 연출                       | 작화 감독                    | 미술                       | 방영일          |
| ---- | ------------------------------------------------------------------------- | ---------------------- | -------------------------- | ---------------------------- | -------------------------- | --------------- |
| 167  | 悪夢花を散らす時! 闇の女王復活 악몽꽃을 흩날릴 때! 어둠의 여왕 부활       | 山口亮太 야마구치 료타 | 五十嵐卓哉 이가라시 타쿠야 | 爲我井克美 타메가이 카츠미   | 田尻健一 타지리 켄이치     | 1996년 3월 9일  |
| 168  | サターンの目覚め! S10戦士集結 새턴의 각성! 세일러 10전사 집결             | 吉村元希 요시무라 겐키 | 小坂春女 코사카 하루메     | 清山滋崇 키요야마 시게타카   | 田尻健一 타지리 켄이치     | 3월 23일        |
| 169  | 呪いの魔鏡! 悪夢にとらわれた衛 저주의 마법 거울! 악몽에 사로잡힌 마모루   | 吉村元希 요시무라 겐키 | 佐々木憲世 사사키 노리요   | 伊東美奈子 이토 미나코       | 大河内稔 오코우치 미노루   | 4월 13일        |
| 170  | 運命の一夜! セーラー戦士の苦難 운명의 하룻밤! 세일러 전사의 고난          | 山口亮太 야마구치 료타 | 遠藤勇二 엔도 유지         | 安藤正浩 안도 마사히로       | 橋本和幸 하시모토 카즈유키 | 4월 20일        |
| 171  | 愛ゆえに! 果てしなき魔界の戦い 사랑을 위해! 끝없는 마계의 싸움            | 山口亮太 야마구치 료타 | 芝田浩樹 시바타 히로키     | 牛来隆行 고라이 타카유키     | 田尻健一 타지리 켄이치     | 4월 27일        |
| 172  | 愛のムーンパワー 悪夢の終わる時 사랑의 문 파워 악몽이 끝나는 시간         | 山口亮太 야마구치 료타 | 佐藤順一 사토 준이치       | 下笠美穂 시모가사 미호       | 田尻健一 타지리 켄이치     | 5월 4일         |
| 173  | 別れと出会い! 運命の星々の流転 이별과 만남! 운명의 별들의 유랑            | 山口亮太 야마구치 료타 | 五十嵐卓哉 이가라시 타쿠야 | 北野ヨシヒロ 키타노 요시히로 | 田尻健一 타지리 켄이치     | 5월 11일        |
| 174  | 学園に吹く嵐! 転校生はアイドル 학교에 부는 폭풍! 전학생은 아이돌          | 神戸一彦 고도 카즈히코 | 小坂春女 코사카 하루메     | 伊東美奈子 이토 미나코       | 田尻健一 타지리 켄이치     | 5월 18일        |
| 175  | アイドルをめざせ! 美奈子の野望 아이돌을 목표로! 미나코의 야망             | 前川淳 마에카와 아츠시 | 遠藤勇二 엔도 유지         | 牛来隆行(고라이 타카유키)    | 橋本和幸 하시모토 카즈유키 | 5월 25일        |
| 176  | ファイターの正体! 衝撃の超変身 파이터의 정체! 충격의 초변신               | 山口亮太 야마구치 료타 | 佐々木憲世 사사키 노리요   | 下笠美穂 시모가사 미호       | 浅井和久 아사이 카즈히사   | 6월 8일         |
| 177  | 星に託す夢とロマン! 大気の変身 별에 맡기는 사랑과 로망! 타이키의 변신     | 神戸一彦 고도 카즈히코 | 芝田浩樹 시바타 히로키     | 清山滋崇 키요야마 시게타카   | 田尻健一 타지리 켄이치     | 6월 15일        |
| 178  | ルナは見た!? アイドル夜天の素顔 루나는 봤다!? 아이돌 야텐의 본모습        | 山口亮太 야마구치 료타 | 小坂春女 코사카 하루메     | 北野ヨシヒロ 키타노 요시히로 | 田尻健一 타지리 켄이치     | 6월 22일        |
| 179  | 敵?味方? スターライツとS戦士 적? 우리편? 스타 라이츠와 세일러 전사        | 吉村元希 요시무라 겐키 | 遠藤勇二 엔도 유지         | 伊東美奈子 이토 미나코       | 田尻健一 타지리 켄이치     | 6월 29일        |
| 180  | 呼び合う星の輝き! はるか達参戦 서로를 부르는 별의 반짝임! 하루카들의 참전 | 前川淳 마에카와 아츠시 | 五十嵐卓哉 이가라시 타쿠야 | 爲我井克美 타메가이 카츠미   | 橋本和幸 하시모토 카즈유키 | 7월 13일        |
| 181  | セイヤとうさぎのドキドキデート 세이야와 우사기의 두근두근 데이트          | 神戸一彦 고도 카즈히코 | 佐藤順一 사토 준이치       | 下笠美穂 시모가사 미호       | 田尻健一 타지리 켄이치     | 7월 20일        |
| 182  | 宇宙からの侵略! セイレーン飛来 우주에서의 침략! 세이렌 날아오다           | 山口亮太 야마구치 료타 | 佐々木憲世 사사키 노리요   | 清山滋崇 키요야마 시게타카   | 浅井和久 아사이 카즈히사   | 8월 3일         |
| 183  | 死霊の叫び!? 恐怖キャンプの怪人 죽은 영혼의 외침!? 공포캠프의 괴인        | 神戸一彦 고도 카즈히코 | 芝田浩樹 시바타 히로키     | 北野ヨシヒロ 키타노 요시히로 | 田尻健一 타지리 켄이치     | 8월 10일        |
| 184  | ふたりきりの夜! うさぎのピンチ 두사람만의 밤! 우사기의 위기               | 山口亮太 야마구치 료타 | 小坂春女 코사카 하루메     | 伊東美奈子 이토 미나코       | 中西英和 나카니시 히데카즈 | 8월 17일        |
| 185  | 大気絶唱! 信じる心を歌にこめて 타이키 절창! 믿음을 노래에 담아서          | 前川淳 마에카와 아츠시 | 遠藤勇二 엔도 유지         | 爲我井克美 타메가이 카츠미   | 田尻健一 타지리 켄이치     | 8월 31일        |
| 186  | ちびちびの謎!? おさわがせ大追跡 치비치비의 수수께끼!? 떠들썩한 대추적     | 吉村元希 요시무라 겐키 | 細田雅弘 호소다 마사히로   | 杉本道明 스기모토 미치아키   | 橋本和幸 하시모토 카즈유키 | 9월 7일         |
| 187  | 輝く星のパワー! ちびちびの変身 반짝이는 별의 파워! 치비치비의 변신        | 山口亮太 야마구치 료타 | 五十嵐卓哉 이가라시 타쿠야 | 下笠美穂 시모가사 미호       | 田尻健一 타지리 켄이치     | 9월 14일        |
| 188  | 恐怖への招待! うさぎの夜間飛行 공포로의 초대! 우사기의 야간비행           | 神戸一彦 고도 카즈히코 | 佐々木憲世 사사키 노리요   | 清山滋崇 키요야마 시게타카   | 中西英和 나카니시 히데카즈 | 10월 12일       |
| 189  | 使命と友情の間! S戦士達の対立 사명과 우정 사이! 세일러 전사들의 대립      | 吉村元希 요시무라 겐키 | 小坂春女 코사카 하루메     | 伊東美奈子 이토 미나코       | 浅井和久 아사이 카즈히사   | 10월 19일       |
| 190  | 明かされた真実! セイヤ達の過去 밝혀진 진실! 세이야들의 과거               | 前川淳 마에카와 아츠시 | 芝田浩樹 시바타 히로키     | 爲我井克美 타메가이 카츠미   | 田尻健一 타지리 켄이치     | 11월 2일        |
| 191  | 光の蝶が舞う時! 新しい波の予感 빛의 나비가 춤출 때! 새로운 파란의 예감    | 山口亮太 야마구치 료타 | 細田雅弘 호소다 마사히로   | 杉本道明 스기모토 미치아키   | 橋本和幸 하시모토 카즈유키 | 11월 9일        |
| 192  | 夢一直線! アイドル美奈子誕生!? 꿈 일직선! 아이돌 미나코 탄생!?            | 神戸一彦 고도 카즈히코 | 遠藤勇二 엔도 유지         | 清山滋崇 키요야마 시게타카   | 中西英和 나카니시 히데카즈 | 11월 16일       |
| 193  | うばわれた銀水晶! 火球皇女出現 빼앗긴 은수정! 화구황녀 출현               | 山口亮太 야마구치 료타 | 五十嵐卓哉 이가라시 타쿠야 | 下笠美穂 시모가사 미호       | 浅井和久 아사이 카즈히사   | 11월 30일       |
| 194  | 銀河の聖戦 セーラーウォーズ伝説 은하의 성전 세일러 워즈 전설              | 山口亮太 야마구치 료타 | 佐々木憲世 사사키 노리요   | 北野ヨシヒロ 키타노 요시히로 | 浅井和久 아사이 카즈히사   | 12월 7일        |
| 195  | 火球皇女消滅! ギャラクシア降臨 화구황녀 소멸! 갤럭시아 강림               | 神戸一彦 고도 카즈히코 | 細田雅弘 호소다 마사히로   | 杉本道明 스기모토 미치아키   | 中西英和 나카니시 히데카즈 | 12월 14일       |
| 196  | 銀河滅びる時! S戦士最後の戦い 은하가 멸망할 때! 세일러 전사 최후의 싸움   | 吉村元希 요시무라 겐키 | 小坂春女 코사카 하루메     | 伊東美奈子 이토 미나코       | 浅井和久 아사이 카즈히사   | 1997년 1월 11일 |
| 197  | 銀河の支配者 ギャラクシアの脅威 은하의 지배자 갤럭시아의 위협             | 山口亮太 야마구치 료타 | 芝田浩樹 시바타 히로키     | 清山滋崇 키요야마 시게타카   | 橋本和幸 하시모토 카즈유키 | 1월 18일        |
| 198  | 消えゆく星々! ウラヌス達の最期 사라져 가는 별들! 우라누스들의 최후        | 前川淳 마에카와 아츠시 | 佐藤順一 사토 준이치       | 北野ヨシヒロ 키타노 요시히로 | 鹿野良行 시카노 요시유키   | 1월 25일        |
| 199  | 希望の光! 銀河をかけた最終決戦 희망의 빛! 은하를 건 최종 결전             | 山口亮太 야마구치 료타 | 細田雅弘 호소다 마사히로   | 杉本道明 스기모토 미치아키   | 浅井和久 아사이 카즈히사   | 2월 1일         |
| 200  | うさぎの愛! 月光銀河を照らす 우사기의 사랑! 달빛 은하를 비추다            | 山口亮太 야마구치 료타 | 五十嵐卓哉 이가라시 타쿠야 | 爲我井克美 타메가이 카츠미   | 橋本和幸 하시모토 카즈유키 | 2월 8일         |

- 이와테현: 이와테 아사히 TV[4] (1996년 10월 1일 개국, 1996년 10월 12일부터 동시 방송)

### 스페셜
미소녀전사 세일러문 SuperS 스페셜, 1995년 4월 8일

### 네트워크 방송사
- TV아사히·ANN 계열: 18개사(1992년), 야마가타 TV(1993년~), 오이타 아사히 방송(1993년~), 에히메 아사히 TV(1995년~), 류큐 아사히 방송(1995년~), 이와테 아사히 TV(1996년~)
- 니혼TV·NNN 계열: 고치 방송, TV 이와테(~1996년)
- TBS·JNN 계열: TV 야마나시, 류큐 방송(~1995년), 이요 TV(~1995년)
- 후지TV·FNN 계열: 산인 중앙 TV 방송
- 크로스넷: 후쿠이 방송, TV 미야자키, 야마가타 방송(~1993년), 야마가타 방송(~1993년)

## 한국 방영
- 한국에서는 1994년에 1기만 우리말 녹음되어 대원씨아이에서 VHS로 출시한 바 있다. 이 때의 제목은 '세일러문'이었다.
- 1997년 4월 1일부터 KBS 2TV에서 '달의 요정 세일러문'이라는 제목으로 방송되었으나 일부 에피소드나 장면은 방영되지 않았다. 더불어 방송위원회 (現 방송통신심의위원회) 만화 사전심의 과정에서 4기인 SuperS가 선정적이고 어린이의 정서에 맞지 않는다는 이유로 방송위원회에서 방송불가 판정을 받아 3기인 S의 마지막화를 끝으로 1997년 9월 8일에 조기종영되었다.[5] 그러나 종영 반대 서명운동으로 인해 1997년 12월 3일부터 SuperS의 중반부 에피소드부터 방영이 재개되기 시작해 1998년 6월 11일에 세일러 스타즈까지 완결되었다. KBS에서는 R, S, SuperS 등의 부제를 붙이지 않고 처음부터 끝까지 '달의 요정 세일러문'이라는 제목으로 방영했다. 그러다가 2000년 1월 12일부터 1기만 재편성해 6월 7일까지 매주 수~목 오후 6시 15분마다 방영했다.
- 2012년 9월 3일부터 대원방송에서 '달의 요정 세일러문'이라는 제목으로 극장판까지 포함해 새로이 목소리를 녹음해 방영했으며 2016년에 완결되었다.[6] KBS 방영 당시 방영되지 않은 에피소드(SuperS 스페셜편 제외) 모두와 장면 거의 대부분을 방영했으며, KBS와는 달리 부제를 붙여 방영했다.

| 화수 (KBS) | 부제목 (KBS)                   | 화수 (대원방송) | 부제목 (대원방송)                                  | 방영일 (KBS)     | 부제(대원방송)                                                                 |
| ---------- | ------------------------------ | --------------- | -------------------------------------------------- | ---------------- | ------------------------------------------------------------------------------ |
| 1          | 세일러문의 탄생                | 1               | 울보 세라의 화려한 변신                            | 1997년 4월 1일   | 달의 요정 세일러문 시즌1 KBS 2TV, 대원방송'달의 요정 세일러문'(이하 동일) 첫회 |
| -          | -                              | 2               | 혼 좀 나볼래? 점집은 요괴의 저택                   | -                |                                                                                |
| 2          | 잠꾸러기 숲속의 공주           | 3               | 의문의 잠자는 병, 소녀들의 사랑을 지켜라!          | 1997년 4월 2일   |                                                                                |
| 3          | 위험한 살빼기 작전             | 4               | 세라에게 물어봐! 날씬해지는 방법                   | 1997년 4월 3일   |                                                                                |
| 4          | 귀여운 악당 샤넬라             | 5               | 악마의 향기! 사랑을 훔치는 샤넬라                  | 1997년 4월 4일   |                                                                                |
| 5          | 세라는 큐피트 요정             | 6               | 사랑의 멜로디를 지켜라! 세라는 큐피트              | 1997년 4월 7일   |                                                                                |
| 6          | 신데렐라 선발대회              | 7               | 개인기를 길러라! 스타가 되긴 힘들어                | 1997년 4월 8일   |                                                                                |
| 7          | 세일러 머큐리의 탄생           | 8               | 천재소녀가 요괴!? 공포의 세뇌 학원                 | 1997년 4월 9일   |                                                                                |
| 8          | 시계의 비밀                    | 9               | 허둥지둥 세라! 빨라지는 시계를 조심하라            | 1997년 4월 10일  |                                                                                |
| 9          | 세일러 마스의 탄생             | 10              | 사라지는 버스! 불을 다루는 세일러 마스 등장        | 1997년 4월 11일  |                                                                                |
| 9          | 세일러 마스의 탄생             | 11              | 세라와 비키의 대결? 드림랜드의 악몽                | 1997년 4월 11일  |                                                                                |
| 10         | 로맨틱 항해작전                | 12              | 남친이 필요해! 호화 크루즈의 함정                  | 1997년 4월 14일  |                                                                                |
| 11         | 제다이트의 최후                | 13              | 세일러 요정이여 뭉쳐라! 제다이트의 최후            | 1997년 4월 15일  |                                                                                |
| 12         | 새로운 적, 네프라이트          | 14              | 새로운 강적 네프라이트, 악마의 문장!               | 1997년 4월 16일  |                                                                                |
| 13         | 비키의 첫 데이트               | 15              | 긴장한 세라! 비키의 첫 데이트!                     | 1997년 4월 17일  |                                                                                |
| 14         | 웨딩드레스 경연대회            | 16              | 웨딩드레스 경연대회 세라 신부 되다                 | 1997년 4월 18일  |                                                                                |
| 15         | 모델이 된 세라                 | 17              | 세라가 모델? 요괴 카메라의 사진                    | 1997년 4월 21일  |                                                                                |
| 16         | 신디! 미안해!                  | 18              | 루키의 순정! 프랑스 인형의 슬픔!                   | 1997년 4월 22일  |                                                                                |
| 17         | 턱시도 가면은 누구?            | 19              | 두근두근 턱시도 가면의 러브레터                    | 1997년 4월 23일  |                                                                                |
| 18         | 유령호텔 소동                  | 20              | 여름! 바다! 청춘! 유령은 보너스라오                | 1997년 4월 24일  |                                                                                |
| 19         | 만화로 여는 세상               | 21              | 어린이들의 꿈을 지켜라! 애니메이션으로 맺은 우정!! | 1997년 4월 25일  |                                                                                |
| 20         | 무도회에 간 세라               | 22              | 달빛 로맨스! 세라의 첫 키스!                       | 1997년 4월 28일  |                                                                                |
| 21         | 검은 크리스탈의 비밀           | 23              | 별님에게 소원을! 한나의 순애보                     | 1997년 4월 29일  |                                                                                |
| 22         | 네프라이트의 최후              | 24              | 한나 통곡하다! 네프라이트 사랑의 최후!             | 1997년 4월 30일  |                                                                                |
| 23         | 네번째 세일러 요정은 누구?     | 25              | 사랑에 빠진 소녀 장사! 쥬피터 등장!                | 1997년 5월 1일   |                                                                                |
| 24         | 무지개 크리스탈을 찾아라       | 26              | 한나에게 웃음을! 빛나는 우정                       | 1997년 5월 2일   |                                                                                |
| 25         | 나무에서 떨어진 유리원숭이     | 27              | 유리를 향한 마음! 예지력을 가진 소년               | 1997년 5월 5일   |                                                                                |
| 26         | 사랑이 꽃피는 그림             | 28              | 사랑의 일러스트 가까워진 세라와 레온?              | 1997년 5월 6일   |                                                                                |
| 27         | 앤디 오빠가 좋아               | 29              | 질퍽질퍽 얽히고설킨 사랑의 사각관계                | 1997년 5월 7일   |                                                                                |
| -          | -                              | 30              | 할아버지가 요괴? 비키의 위기                       | -                |                                                                                |
| 28         | 못난이, 레트버틀러             | 31              | 사랑은 아무나 하나! 루나 최악의 날                 | 1997년 5월 8일   |                                                                                |
| 29         | 출동! 턱시도 대니가면          | 32              | 대니의 결심 한나는 내가 지킨다!                    | 1997년 5월 9일   |                                                                                |
| 30         | 세일러 비너스의 출현           | 33              | 마지막 세일러 요정 비너스 등장!                    | 1997년 5월 12일  |                                                                                |
| 31         | 달의 공주는 누구?              | 34              | 빛나는 환상의 크리스탈 달의 프린세스 등장!         | 1997년 5월 13일  |                                                                                |
| 32         | 세레니티와 엔디미온            | 35              | 되살아난 기억 세라와 레온의 과거!                  | 1997년 5월 15일  |                                                                                |
| 33         | 돌아온 턱시도 가면             | 36              | 흔들리는 세라 턱시도 가면의 변신!                  | 1997년 5월 16일  |                                                                                |
| 34         | 피곤한 숙녀교실                | 37              | 힘들고 험난한 프린세스가 되는 길                   | 1997년 5월 19일  |                                                                                |
| 35         | 스키장에서 생긴 일             | 38              | 눈이여! 산이여! 우정이여! 요괴는 빠지셔!           | 1997년 5월 20일  |                                                                                |
| 36         | 세라는 은반의 요정             | 39              | 요괴와 스케이팅을? 은반 위의 요정 리타             | 1997년 5월 21일  |                                                                                |
| -          | -                              | 40              | 전설의 호수 요괴 가족의 끈끈한 정!                 | -                |                                                                                |
| 37         | 악당 재활용 운동               | 41              | 사랑을 지키기 위해! 유리와 레온의 대결             | 1997년 5월 22일  |                                                                                |
| 38         | 세일러 브이의 첫사랑           | 42              | 세일러 비너스의 과거, 미나의 슬픈 사랑             | 1997년 5월 23일  |                                                                                |
| 39         | 세일러 요정들의 위기           | 43              | 세라의 위기? 세일러 요정들의 분열                  | 1997년 5월 26일  |                                                                                |
| 40         | 쿤차이트의 최후                | 44              | 되살아난 기억 과거에서 온 메시지                   | 1997년 5월 27일  |                                                                                |
| 41         | 안녕! 세일러 요정들            | 45              | 세일러 요정들의 최후! 비장한 마지막 전투           | 1997년 5월 28일  |                                                                                |
| 42         | 새로운 내일을 향하여           | 46              | 잊혀진 기억! 새로운 시작                           | 1997년 5월 29일  | 대원방송 최종회(마지막회)                                                      |
| 43         | 돌아온 세일러문                | 1(47)           | 세일러문 부활! 의문의 외계인 등장                  | 1997년 5월 30일  | 대원방송 '달의 요정 세일러문 R(시즌2)'(이하 동일) 첫회                         |
| 44         | 세일러 요정들의 부활           | 2(48)           | 사랑과 정의를 지켜라! 돌아온 세일러 요정!          | 1997년 6월 2일   |                                                                                |
| 45         | 하얀장미의 기사님              | 3(49)           | 달 밝은 밤에, 하얀 장미의 기사님                   | 1997년 6월 3일   |                                                                                |
| 46         | 세일러문의 위기                | 4(50)           | 세라의 위기 고장난 티아라                          | 1997년 6월 4일   |                                                                                |
| 47         | 새로운 변신                    | 5(51)           | 새로운 변신! 세라의 파워 업                        | 1997년 6월 5일   |                                                                                |
| 48         | 세일러 비너스의 대활약         | 6(52)           | 유치원 버스를 구하라! 비너스 대활약                | 1997년 6월 6일   |                                                                                |
| 49         | 레온과 아기바구니              | 7(53)           | 레온과 세라의 아기돌보기!                          | 1997년 6월 9일   |                                                                                |
| 50         | 예술제에서 생긴 일             | 8(54)           | 축제는 날 위해!? 비키 열창                         | 1997년 6월 10일  |                                                                                |
| 51         | 사랑의 도시락 소동             | 9(55)           | 하얀 장미의 기사는 누구? 불타는 리타               | 1997년 6월 11일  |                                                                                |
| 52         | 얄미운 백설공주                | 10(56)          | 레온의 입술을 뺏어라! 앤의 백설공주 대작전         | 1997년 6월 12일  |                                                                                |
| 53         | 대결투! 토나 대 세라           | 11(57)          | 방과후를 조심하라! 세라가 위험해                   | 1997년 6월 13일  |                                                                                |
| 54         | 생명이 열리는 나무의 분노      | 12(58)          | 엇갈리는 마음! 생명이 열리는 나무의 분노           | 1997년 6월 16일  |                                                                                |
| 55         | 생명이 열리는 나무의 비밀      | 13(59)          | 참사랑에 눈을 뜨다! 생명이 열리는 나무의 비밀      | 1997년 6월 17일  |                                                                                |
| 56         | 하늘에서 떨어진 꼬마           | 14(60)          | 천사? 악마? 하늘에서 온 의문의 소녀                | 1997년 6월 18일  |                                                                                |
| 57         | 레온의 절교선언                | 15(61)          | 헤어진 두 사람! 이별은 힘들어                      | 1997년 6월 19일  |                                                                                |
| 58         | 세일러 요정들의 우정           | 16(62)          | 빛나는 우정! 떠나는 유리                           | 1997년 6월 20일  |                                                                                |
| -          | -                              | 17(63)          | 여자는 강하고 아름답게! 비키의 새로운 필살기       | -                |                                                                                |
| 59         | 그리운 엄마! 아빠!             | 18(64)          | 환상의 크리스탈을 찾아서! 꼬마 세라의 비밀         | 1997년 6월 23일  |                                                                                |
| -          | -                              | 19(65)          | 사랑은 어려워! 미나와 리타의 말다툼                | -                |                                                                                |
| 60         | 카레 만들기 대작전             | 20(66)          | 부모 같은 세라 마음? 카레 같은 삼각관계            | 1997년 6월 24일  |                                                                                |
| 61         | 아기공룡 쿠쿠                  | 21(67)          | 바다여 섬이여 바캉스여! 요정들의 여름방학          | 1997년 6월 25일  |                                                                                |
| 62         | 꼬마세라의 비밀                | 22(68)          | 꼬마 세라를 지켜라! 10인의 결투                    | 1997년 6월 26일  |                                                                                |
| 63         | 잠자는 숲속의 세일러문         | 23(69)          | 깨어나라 세일러문! 괴로운 레온                     | 1997년 6월 27일  |                                                                                |
| -          | -                              | 24(70)          | 사랑의 불꽃 대결! 마스 대 코앙                     | -                |                                                                                |
| 64         | 체스챔피언은 누구?             | 25(71)          | 우정을 위해! 유리와 베르체의 결투                  | 1997년 7월 1일   |                                                                                |
| 65         | 검은달의 요정은 친구           | 26(72)          | 비정한 루베우스! 슬픈 네 자매                      | 1997년 7월 2일   |                                                                                |
| 66         | 사라진 크리스탈                | 27(73)          | UFO 등장! 세일러 요정을 구하라                     | 1997년 7월 3일   |                                                                                |
| 67         | 세일러 요정 구출 작전          | 28(74)          | 루베우스를 물리쳐라! 우주에서 펼쳐지는 결투        | 1997년 7월 4일   |                                                                                |
| 68         | 수수께끼의 요정, 세일러 플루토 | 29(75)          | 의문의 새 요정! 세일러 플루토 등장                 | 1997년 7월 7일   |                                                                                |
| 69         | 에스메랄다의 침략              | 30(76)          | 어둠의 힘! 에스메랄다의 공격                       | 1997년 7월 8일   |                                                                                |
| 70         | 세라와 레온의 화해             | 31(77)          | 같은 마음! 세라와 레온의 다시 시작된 사랑          | 1997년 7월 9일   |                                                                                |
| 71         | 미나는 백의의 천사             | 32(78)          | 세일러 비너스! 간병은 아무나 하나                  | 1997년 7월 10일  |                                                                                |
| -          | -                              | 33(79)          | 아르테미스의 모험! 이상한 동물의 왕국              | -                |                                                                                |
| 72         | 전교 일등은 괴로워!            | 34(80)          | 무서운 환영! 외로운 유리                           | 1997년 7월 11일  |                                                                                |
| -          | -                              | 35(81)          | 완성된 어둠의 문? 초등학교를 지켜라                | -                |                                                                                |
| 73         | 미래를 향한 출발               | 36(82)          | 미래로 떠나는 길! 시공에서 펼쳐진 전투             | 1997년 7월 14일  |                                                                                |
| 74         | 데이먼드의 검은 음모           | 37(83)          | 황폐한 미래! 데이먼드의 검은 야망                  | 1997년 7월 15일  |                                                                                |
| 75         | 에스메랄다의 최후              | 38(84)          | 비열한 와이즈맨! 사라진 꼬마 세라                  | 1997년 7월 16일  |                                                                                |
| 76         | 탄생! 블랙 레이디              | 39(85)          | 어둠의 여왕 블랙 레이디 탄생                       | 1997년 7월 17일  |                                                                                |
| 77         | 와이즈맨의 진짜 음모           | 40(86)          | 사필의 최후! 와이즈맨의 함정                       | 1997년 7월 18일  |                                                                                |
| 78         | 검은 크리스탈 안으로           | 41(87)          | 사랑과 미래를 믿어라! 세라의 결심                  | 1997년 7월 21일  |                                                                                |
| 79         | 안녕! 꼬마세라                 | 42(88)          | 빛과 어둠의 마지막 결투! 다시 찾은 평화            | 1997년 7월 22일  |                                                                                |
| -          | -                              | 43(89)          | 세일러 요정들의 결심! 새로운 시작                  | -                | 대원방송 최종회(마지막회)                                                      |
| -          | -                              | 1(90)           | 지구 붕괴의 예감? 의문의 새로운 요정!              | -                | 대원방송'달의 요정 세일러문 S(시즌3)'(이하 동일) 첫회                          |
| 80         | 새로운 시작! 새로운 변신       | 2(91)           | 사랑의 요술봉 탄생! 세라의 새로운 변신             | 1997년 7월 23일  |                                                                                |
| 81         | 수수께끼의 세일러 요정들       | 3(92)           | 멋진 꽃미남의 정체? 테리의 비밀                    | 1997년 7월 24일  |                                                                                |
| 82         | 숙녀가 되고 싶은 세라!         | 4(93)           | 세라의 동경! 아름다운 천재 모니카                  | 1997년 7월 25일  |                                                                                |
| 83         | 샐리의 한 가지 소원            | 5(94)           | 소녀의 마음을 지켜라! 불꽃 튀는 대결               | 1997년 7월 28일  |                                                                                |
| 84         | 세라는 큐피트 요정             | 6(95)           | 사랑고민 해결사 세일러문!                          | 1997년 7월 29일  |                                                                                |
| 85         | 세일러 쥬피터의 위기           | 7(96)           | 매정한 우라누스! 리타의 위기                       | 1997년 7월 30일  |                                                                                |
| 86         | 천재소녀의 컴플렉스            | 8(97)           | 물의 저주! 유리를 노리는 악당                      | 1997년 7월 31일  |                                                                                |
| 87         | 문, 우라누스 합동작전          | 9(98)           | 친구를 구해라! 두 요정의 합동작전                  | 1997년 8월 1일   |                                                                                |
| -          | -                              | 10(99)          | 순수청년 데이브 실연의 아픔!                       | -                |                                                                                |
| 88         | 세일러 비너스의 고민           | 11(100)         | 세일러 요정 은퇴? 미나의 고민                      | 1997년 8월 4일   |                                                                                |
| 89         | 신데렐라 유리구두              | 12(101)         | 세라의 눈물! 생일엔 유리 구두를                    | 1997년 8월 5일   |                                                                                |
| 90         | 잃어버린 변신 브로치           | 13(102)         | 빼앗긴 순수한 마음! 세라의 위기                    | 1997년 8월 6일   |                                                                                |
| -          | -                              | 14(103)         | 우리 앞에 나타난 귀여운 요정                       | -                |                                                                                |
| -          | -                              | 15(104)         | 친구를 만들어라! 꼬마 세라의 활약                  | -                |                                                                                |
| 91         | 리타! 산으로 가다              | 16(105)         | 강해지고 싶어! 리타의 고뇌                         | 1997년 8월 7일   |                                                                                |
| 92         | 세일러 우라누스의 전설         | 17(106)         | 운명의 끈! 우라누스의 과거                         | 1997년 8월 8일   |                                                                                |
| 93         | 꼬마 세일러문의 탄생           | 18(107)         | 예술은 아름다워! 꼬마 세라의 첫사랑                | 1997년 8월 11일  |                                                                                |
| 94         | 피터는 좋아! 영어는 싫어!      | 19(108)         | 세라의 춤은 왈츠의 선율을 타고!                    | 1997년 8월 12일  |                                                                                |
| 95         | 세라가 세일러문?               | 20(109)         | 충격적인 진실! 밝혀진 서로의 정체                  | 1997년 8월 13일  |                                                                                |
| 96         | 유진의 음모                    | 21(110)         | 우라누스와 넵튠의 죽음! 영혼의 별이 나타나다       | 1997년 8월 14일  |                                                                                |
| 97         | 성배의 비밀                    | 22(111)         | 성배의 신비한 힘! 세일러문 2단 변신                | 1997년 8월 15일  |                                                                                |
| 98         | 새로운 출발, 메시아를 찾아서   | 23(112)         | 진짜 메시아는 누구? 새로운 적의 출현               | 1997년 8월 18일  |                                                                                |
| 99         | 내 친구 코코, 수수께끼의 소녀  | 24(113)         | 수상한 집! 미소녀 코코의 비밀                      | 1997년 8월 19일  |                                                                                |
| 100        | 스타가 되고 싶어               | 25(114)         | 아이돌이 좋아! 고민에 빠진 미뉴엣!                 | 1997년 8월 20일  |                                                                                |
| 101        | 미안해! 꼬마 세라              | 26(115)         | 침묵의 그림자! 숨겨진 코코의 힘                    | 1997년 8월 21일  |                                                                                |
| 102        | 즐거운 피크닉                  | 27(116)         | 비 개인 뒤 맑음! 코코와의 우정                     | 1997년 8월 22일  |                                                                                |
| 103        | 날아라! 도노반                 | 28(117)         | 더 높이! 더 강하게! 세라의 응원                    | 1997년 8월 25일  |                                                                                |
| 104        | 이상한 나라의 요정들           | 29(118)         | 마공의 싸움! 세일러 요정들의 승부                  | 1997년 8월 26일  |                                                                                |
| 105        | 파멸의 요정, 세일러 새턴       | 30(119)         | 비 개인 뒤 맑음! 코코와의 우정                     | 1997년 8월 27일  |                                                                                |
| 106        | 미누엣의 최후                  | 31(120)         | 이차원의 침략! 무한학원의 수수께끼                 | 1997년 8월 28일  |                                                                                |
| 107        | 제 3의 마녀, 테루루            | 32(121)         | 마음을 빼앗는 꽃! 제 3의 마녀 테루루               | 1997년 8월 29일  |                                                                                |
| 108        | 새로운 적, 필리아              | 33(122)         | 사랑을 믿어! 마음이 따뜻한 유리                    | 1997년 9월 1일   |                                                                                |
| 109        | 부활! 침묵의 메시아            | 34(123)         | 파멸의 그림자! 침묵의 메시아 각성                  | 1997년 9월 2일   |                                                                                |
| 110        | 미스트리스 9의 정체            | 35(124)         | 다가오는 어둠의 공포! 요정들의 사투                | 1997년 9월 3일   |                                                                                |
| 111        | 세일러 새턴의 부활             | 36(125)         | 반짝이는 유성! 새턴 그리고 메시아                  | 1997년 9월 4일   |                                                                                |
| 112        | 새로운 생명의 탄생             | 37(126)         | 새로운 생명! 운명의 별과의 이별                    | 1997년 9월 5일   |                                                                                |
| 113        | 안녕! 꼬마 세라                | 38(127)         | 요정의 자각! 강인함은 순수한 마음 속에             | 1997년 9월 8일   | 대원방송 최종회(마지막회)                                                      |
| -          | -                              | 1(128)          | 운명의 만남! 페가수스가 내리는 밤                  | -                | 대원방송'달의 요정 세일러문 SuperS(시즌4)'(이하 동일) 첫회                     |
| -          | -                              | 2(129)          | 다시 한 번 슈퍼 변신! 페가수스 파워!               | -                |                                                                                |
| -          | -                              | 3(130)          | 엄마의 꿈을 지켜라! 두 세일러문의 필살기           | -                |                                                                                |
| -          | -                              | 4(131)          | 페가수스를 잡아라! 아마존의 함정                   | -                |                                                                                |
| -          | -                              | 5(132)          | 잘 어울리는 한 쌍! 세라와 레온의 사랑              | -                |                                                                                |
| -          | -                              | 6(133)          | 바람둥이 아르테미스? 정체불명의 아기고양이         | -                |                                                                                |
| -          | -                              | 7(134)          | 리타의 우정! 페가수스를 동경한 소녀                | -                |                                                                                |
| -          | -                              | 8(135)          | 하나되는 마음! 꼬마 세라와 페가수스                | -                |                                                                                |
| -          | -                              | 9(136)          | 레온 오빠를 지켜라! 닌자가 된 세라의 질투          | -                |                                                                                |
| -          | -                              | 10(137)         | 신비의 숲! 아름다운 요정의 속삭임                  | -                |                                                                                |
| -          | -                              | 11(138)         | 천국까지 달려라! 꿈의 자동차에 담은 사랑           | -                |                                                                                |
| -          | -                              | 12(139)         | 목표는 세계 제일! 미소녀 검사의 고민               | -                |                                                                                |
| -          | -                              | 13(140)         | 미니스커트가 좋아! 멋쟁이 요정들                   | -                |                                                                                |
| -          | -                              | 14(141)         | 사랑의 폭풍! 미나의 양다리 대작전                  | -                |                                                                                |
| -          | -                              | 15(142)         | 비밀의 저택! 사랑의 메뉴를 당신에게                | -                |                                                                                |
| -          | -                              | 16(143)         | 페가수스를 믿어야 할 때! 네 요정의 슈퍼 변신       | -                |                                                                                |
| -          | -                              | 17(144)         | 반짝이는 여름날! 바닷바람같은 소녀 유리            | -                |                                                                                |
| -          | -                              | 18(145)         | 프리마 돈나를 노려라! 세라의 발레                  | -                |                                                                                |
| -          | -                              | 19(146)         | 달콤한 휴일! 천진난만 공주님                       | -                |                                                                                |
| -          | -                              | 20(147)         | 운명의 파트너? 리타의 순정                         | -                |                                                                                |
| -          | -                              | 21(148)         | 거대한 악의 그림자! 궁지에 몰린 아마존 트리오      | -                |                                                                                |
| -          | -                              | 22(149)         | 꿈의 거울! 아마존 트리오의 마지막 스테이지         | -                |                                                                                |
| 114        | 운명의 만남                    | 23(150)         | 아마조네스! 거울 뒤에서 나타난 악몽                | 1997년 12월 3일  |                                                                                |
| 115        | 화이팅! 세일러 머큐리          | 24(151)         | 진정한 파워를 찾아라! 유리의 마음 속 선율          | 1997년 12월 4일  |                                                                                |
| -          | -                              | 25(152)         | 정열의 불꽃! 세일러 마스 분노의 필살기             | -                |                                                                                |
| 116        | 팡팡의 음모, 치과는 무서워     | 26(153)         | 공포의 치과? 수상한 팡팡 하우스                    | 1997년 12월 10일 |                                                                                |
| 117        | 리타의 절교선언                | 27(154)         | 꿈 대결! 미나와 리타의 절교선언                    | 1997년 12월 11일 |                                                                                |
| 118        | 자유를 향한 점프               | 28(155)         | 두려움을 넘어서! 자유를 향한 점프                  | 1997년 12월 17일 |                                                                                |
| 119        | 진실을 비추는 거울             | 29(156)         | 꿈을 잃지 말아줘! 진실을 비추는 거울               | 1997년 12월 18일 |                                                                                |
| 120        | 사라진 페가수스                | 30(157)         | 사라진 페가수스! 흔들리는 우정                     | 1997년 12월 31일 |                                                                                |
| 121        | 페가수스의 비밀                | 31(158)         | 페가수스의 비밀! 꿈의 세계를 지키는 미소년         | 1998년 1월 1일   |                                                                                |
| 122        | 작은 사랑의 멜로디             | 32(159)         | 꼬마 세라의 작은 사랑의 멜로디                     | 1998년 1월 7일   |                                                                                |
| 123        | 어른이 되고 싶어               | 33(160)         | 어른이 되는 꿈! 당황한 아마조네스 사총사           | 1998년 1월 8일   |                                                                                |
| 124        | 검은 달의 여왕, 네헤레니아     | 34(161)         | 움직이기 시작한 공포! 암흑 여왕의 검은 손          | 1998년 1월 14일  |                                                                                |
| 125        | 꼬마세라의 위기                | 35(162)         | 어둠이 시작되는 곳, 데드문 서커스                  | 1998년 1월 15일  |                                                                                |
| 126        | 수수께끼의 거울                | 36(163)         | 거울의 미궁! 사로잡힌 꼬마 세일러문                | 1998년 1월 21일  |                                                                                |
| 127        | 황금 크리스탈의 출현           | 37(164)         | 황금 크리스탈 등장! 네헤레니아의 마력              | 1998년 1월 22일  |                                                                                |
| 128        | 어둠에서 빛의 세계로           | 38(165)         | 크리스탈이 빛날 때! 아름다운 꿈의 힘               | 1998년 2월 4일   |                                                                                |
| 129        | 네헤레니아의 최후              | 39(166)         | 꿈이여, 영원하라! 빛은 저 하늘 가득히              | 1998년 2월 5일   | 대원방송 최종회(마지막회)                                                      |
| 130        | 네헤레니아의 부활              | 1(167)          | 악몽의 꽃이 흩날릴 때! 암흑여왕의 부활             | 1998년 2월 11일  | 대원방송 '달의 요정 세일러문 세일러 스타즈(시즌5)'(이하 동일) 첫회             |
| 131        | 돌아온 세일러 새턴             | 2(168)          | 각성한 새턴! 세일러 요정 집결하다                  | 1998년 2월 12일  |                                                                                |
| 132        | 검은 그림자의 정체             | 3(169)          | 저주받은 거울! 악몽에 사로잡힌 레온                | 1998년 2월 18일  |                                                                                |
| 133        | 세일러 요정들의 위기           | 4(170)          | 운명의 하룻밤! 세일러 요정들의 위기                | 1998년 2월 19일  |                                                                                |
| 134        | 끝없는 싸움의 시작             | 5(171)          | 사랑하니까! 끝없는 마계의 싸움                     | 1998년 2월 25일  |                                                                                |
| 135        | 사랑의 힘! 문 파워             | 6(172)          | 사랑의 문 파워, 악몽이 끝날 때                     | 1998년 2월 26일  |                                                                                |
| 136        | 수수께끼의 세일러 요정들       | 7(173)          | 이별과 만남! 떠도는 운명의 별들                    | 1998년 3월 4일   |                                                                                |
| 137        | 전학생 소동                    | 8(174)          | 학교에 부는 폭풍! 전학생은 아이돌                  | 1998년 3월 5일   |                                                                                |
| 138        | 출동! 전격 스타작전            | 9(175)          | 아이돌이 될거야! 미나의 야망                       | 1998년 3월 11일  |                                                                                |
| 139        | 세일러 스타 파이터는 누구?     | 10(176)         | 파이터의 정체! 충격적인 변신                       | 1998년 3월 12일  |                                                                                |
| 140        | 꿈과 희망을 실은 혜성          | 11(177)         | 별에 건 사랑과 로망! 에바의 변신                   | 1998년 3월 19일  |                                                                                |
| 141        | 외로운 별 디디의 정체          | 12(178)         | 루나의 목격담! 아이돌 디디의 속마음                | 1998년 3월 25일  |                                                                                |
| 142        | 세라는 엉터리 요리사           | 13(179)         | 적인가 아군인가 쓰리 라이츠와 세일러 요정          | 1998년 3월 26일  |                                                                                |
| 143        | 태양계 밖에서 온 요정들        | 14(180)         | 서로를 부르는 별빛! 넵튠과 우라누스의 참전         | 1998년 4월 1일   |                                                                                |
| 144        | 두근 두근! 신나는 놀이동산     | 15(181)         | 샤키와 세라의 즐거운 하루                          | 1998년 4월 8일   |                                                                                |
| 145        | 수수께끼 꼬마의 등장           | 16(182)         | 우주에서 온 침략자! 세이렌의 등장                  | 1998년 4월 9일   |                                                                                |
| 146        | 캠프장 유령소동                | 17(183)         | 귀신의 비명? 공포의 캠핑장                         | 1998년 4월 15일  |                                                                                |
| 147        | 세라, 나 홀로 집에?            | 18(184)         | 나 홀로 집에, 세라의 위기?                         | 1998년 4월 16일  |                                                                                |
| 148        | 희망을 부르는 메시지           | 19(185)         | 에바의 고뇌! 노래에 담긴 믿음                      | 1998년 4월 22일  |                                                                                |
| 149        | 추적! 과자궁전을 찾아서        | 20(186)         | 꼬마 또또의 비밀!? 대낮의 추격전                   | 1998년 4월 23일  |                                                                                |
| 150        | 꼬마 또또가 정말?              | 21(187)         | 반짝이는 별빛 파워! 꼬마 또또의 변신               | 1998년 4월 29일  |                                                                                |
| 151        | 세라는 불청객                  | 22(188)         | 공포의 초대장! 세라의 야간비행                     | 1998년 4월 30일  |                                                                                |
| 152        | 사명이냐 우정이냐              | 23(189)         | 사명과 우정 사이! 세일러 요정들의 대립             | 1998년 5월 6일   |                                                                                |
| 153        | 로미오 세라 줄리엣 샤키        | 24(190)         | 밝혀진 진실! 쓰리 라이츠의 과거                    | 1998년 5월 7일   |                                                                                |
| 154        | 유리는 게임의 여왕             | 25(191)         | 빛나는 나비가 춤출 때! 새로운 운명의 예감          | 1998년 5월 13일  |                                                                                |
| 155        | 지금은 꿈을 이룰 때            | 26(192)         | 꿈을 향해 달려라! 아이돌 미나 탄생?                | 1998년 5월 14일  |                                                                                |
| 156        | 공주님 향기를 찾아서           | 27(193)         | 빼앗긴 크리스탈! 오로라 공주 등장                  | 1998년 5월 20일  |                                                                                |
| 157        | 내 친구는 보디가드             | 28(194)         | 은하 성전, 세일러 전쟁 전설                        | 1998년 5월 21일  |                                                                                |
| 158        | 대결! 오로라 대 갤럭시아       | 29(195)         | 사라진 오로라 공주! 세일러 갤럭시아 강림           | 1998년 5월 27일  |                                                                                |
| 159        | 세일러 요정, 최후의 출동!      | 30(196)         | 은하가 멸망한 순간! 세일러 요정 최후의 전투        | 1998년 5월 28일  |                                                                                |
| 160        | 우라누스의 변신                | 31(197)         | 은하의 지배자! 갤럭시아의 위협                     | 1998년 6월 3일   |                                                                                |
| 161        | 안녕! 사라지는 별들            | 32(198)         | 사라지는 별들! 우라누스와 넵튠의 최후              | 1998년 6월 4일   |                                                                                |
| 162        | 희망의 빛, 은하계를 건 모험    | 33(199)         | 희망의 빛! 은하를 건 최종 결전                     | 1998년 6월 10일  |                                                                                |
| 163        | 안녕! 세일러문                 | 34(200)         | 세라의 사랑! 은하를 비추는 달빛                    | 1998년 6월 11일  | 달의 요정 세일러문 KBS 2TV, 대원방송 최종회(마지막회)                          |

## 스태프
- 원작 - 타케우치 나오코
- 시리즈 디렉터 - 사토 준이치 (SM) - 이쿠하라 쿠니히코 (R,S,SuperS) - 이가라시 타쿠야 (Sailor Stars)
- 시리즈 구성 - 토미타 스케히로 → 에노키도 요지 → 야마구치 료타
- 음악 - 아리사와 타카노리
- 작화감독 - 타다노 카즈코 → 이토 이쿠코 → 타메가이 카츠미
- 미술감독 - 무쿠오 타카무라 → 쿠보타 타다오 → 타지리 켄이치
- 프로듀서 - 아즈마 이리야 → 아리사코 토시히코, 오오타 켄지, 야다 코이치
- 제작 담당 - 히구치 무네히사 → 호리카와 카즈마사, 마츠자카 카즈미츠
- 제작담당 보좌 - 혼마 오사무 → 마츠자카 카즈미츠
- 제작 - TV 아사히, 토에이 애니메이션, 토에이 에이전시

## 극장판
극장판 미소녀전사 세일러문 R
장편 애니메이션 영화. 1993년 12월 5일 공개.
메이크업! 세일러 전사
위의 『미소녀전사 세일러문 R』의 동시 상영. 단편 애니메이션 영화.
극장판 미소녀전사 세일러문 S
장편 애니메이션 영화. 1994년 12월 4일 공개.
미소녀전사 세일러문 SuperS 세일러 9전사 집결! 블랙 드림 홀의 기적
장편 애니메이션 영화. 1995년 12월 23일 공개.
아미의 첫사랑
위의 『미소녀전사 세일러문 SuperS 세일러 9전사 집결! 블랙 드림 홀의 기적』동시 상영으로, 미즈노 아미를 주역으로 한 단편 애니메이션 영화다. 원작의 단편을 애니메이션 영화로 만든 것이다.

## 성우

### 세일러 전사, 영웅 전사
- 츠키노 우사기 (세일러문)/세라 - 미츠이시 코토노
- 미즈노 아미 (세일러 머큐리)/유리 - 히사카와 아야
- 히노 레이 (세일러 마스)/비키 - 토미자와 미치에
- 키노 마코토 (세일러 쥬피터)/리타 - 시노하라 에미
- 아이노 미나코 (세일러 비너스)/미나 - 후카미 리카
- 치바 마모루 (턱시도 가면) - 후루야 도루
- 퀸 세레니티 - 도이 미카
- 루나 (고양이) - 한 케이코
- 아르테미스 (고양이) - 다카토 야스히로
- 다이아나 (고양이) - 니시하라 구미코
- 치비우사 - 아라키 가에
- 메이오 세츠나 (세일러 플루토) - 가와시마 지요코
- 텐오 하루카 (세일러 우라누스) - 오가타 메구미
- 카이오 미치루 (세일러 넵튠) - 가쓰키 마사코
- 토모에 호타루 (세일러 새턴) - 미나구치 유코
- 세이야 코우 (스타 파이터) - 니야마 시호
- 타이키 코우 (스타 메이커) - 쓰노다 나루미
- 야텐 코우 (스타 힐러) - 사카모토 지카
- 치비치비 - 미츠이시 코토노
- 화구 황녀 - 다마가와 사키코

### 적대자
- 퀸 메탈리아 - 우에무라 노리코
- 퀸 베릴 - 한 게이코
- 제다이트 - 오노사카 마사야
- 네프라이트 - 모리 가쓰지
- 조이사이트 - 난바 케이이치
- 쿤차이트 - 소가베 가즈유키
- 에일 - 미도리카와 히카루
- 앤 - 토마 유미
- 와이즈 맨 - 마루야마 에이지
- 프린스 데이먼드 - 시오자와 가네토
- 주홍의 루베우스 - 타카기 와타루
- 청색의 사피르 - 가시와쿠라 쓰토무
- 녹색의 에스메로드 - 고야마 마미
- 페츠 - 오가타 메구미
- 케라베라스 - 히라마쓰 아키코
- 베르체 - 아마노 유리
- 코안 - 야마자키 와카나
- 미스트리스 9 - 미나구치 유코
- 토모에 소이치 - 가미야 아키라
- 카오리나이트 - 우에무라 노리코
- 유지얼 - 가와무라 마리아
- 미메트 - 가나이 미카
- 테루루 - 혼다 지에코
- 빌루이 - 다카모리 요시노
- 시프린 - 후치자키 유리코
- 푸치롤 - 가사와라 루미
- 네헤레니아 - 사카키하라 요시코
- 네헤레니아 (소녀 시절) - 야마자키 와카나
- 지르코니아 - 교다 히사코
- 타이거즈 아이 - 오키아유 료타로
- 호크스 아이 - 후루카와 토시오
- 피쉬아이 - 이시다 아키라
- 세레세레 - 아마노 유리
- 쥰쥰 - 와타나베 구미코
- 파라파라 - 도요시마 마치코
- 베스베스 - 하기모리 준코
- 갤럭시아 - 호리에 미쓰코
- 세일러 아이언 마우스 - 하라 에리코
- 세일러 일루미나 세이렌 - 이노우에 기쿠코
- 세일러 레드 크로우 - 스즈카 지하루
- 세일러 틴 냥코 - 오타니 이쿠에

## 음악

### 주제가
한국에서 방영할 때는 달빛의 전설(달빛 전설)이라는 노래를 국민 코러스 가수 김현아가 불렀다.
한국판 작사는 당시 대원동화에서 이 작품의 연출을 맡고있던 <황정렬>감독이 하였고, 한국어작사가 이름으로 표기되어 있는 <황이연>은 그의 딸이다.
한국판 편곡 및 프로듀서는 <이승복>음악가가 맡아서 하였다...
오프닝
| 주제가 이름                                                   | 방영된 화수              | 가수              |
| ------------------------------------------------------------- | ------------------------ | ----------------- |
| 달빛 전설 (ムーンライト伝説 문라이토 덴세쓰[*])               | 1-89화                   | DALI              |
| 달빛 전설 (ムーンライト伝説 문라이토 덴세쓰[*]) : 앞곡 편곡함 | 90-166화                 | Moon Lips         |
| 세일러스타송                                                  | 167-200화                | 하나자와 카에     |
| 문 프라이드 (MOON PRIDE)                                      | 크리스탈 1-26화          | 모모이로 클로버 Z |
| 뉴 문에 사랑을 ニュームーンに恋して 뉴문니 코이시테[*]        | 크리스탈 3기 1-4화, 13화 | 야쿠시마루 에츠코 |
| 뉴 문에 사랑을 ニュームーンに恋して 뉴문니 코이시테[*]        | 크리스탈 3기 5-8화       | 호리에 미츠코     |
| 뉴 문에 사랑을 ニュームーンに恋して 뉴문니 코이시테[*]        | 크리스탈 3기 9-12화      | 모모이로 클로버 Z |

엔딩
| 주제가 이름                                                                      | 방영된 화수              | 가수                         |
| -------------------------------------------------------------------------------- | ------------------------ | ---------------------------- |
| 하트 무빙 (HEART MOVING)                                                         | 1-26화                   | 타카마츠 미사에              |
| 프린세스 문 (プリンセス・ムーン)                                                 | 27-46화                  | 하시모토 우시오, 애플파이    |
| 소녀의 폴리시 (乙女のポリシー 오토메노 포리시[*])                                | 47-91화                  | 이시다 요코                  |
| 턱시도 미라주 (タキシード・ミラージュ 타키시도・미라쥬[*])                       | 92-127화                 | Peach Hips                   |
| 우리가 되고 싶어서 (私たちになりたくて 와타시타치니 나리타쿠테[*])               | 128-140화                | 후지타니 미와코              |
| '나답게' 살아요 (“らしく”いきましょ 라시쿠 이키마쇼[*])                          | 141-166화                | Meu                          |
| 바람도 하늘도 분명··· (風も空もきっと… 카제모 소라모 킷토[*])                    | 167-172화                | 미즈키 아리사                |
| 바람도 하늘도 분명··· (風も空もきっと… 카제모 소라모 킷토[*]) : 앞 곡 편곡함     | 173-199화                | 미즈키 아리사                |
| 달빛 전설 (ムーンライト伝説 문라이토 덴세쓰[*])                                  | 200화                    | Moon Lips                    |
| 달무지개 (月虹 겟코[*])                                                          | 크리스탈 1-26화          | 모모이로 클로버 Z            |
| eternal eternity                                                                 | 크리스탈 3기 1-4화, 13화 | 미나가와 준코, 오하라 사야카 |
| 소녀의 조언 (乙女のススメ 쇼죠노 스스메[*])                                      | 크리스탈 3기 5-8화       | 후쿠엔 미사토                |
| 영원만이 두 사람을 잇는다 (永遠だけが二人を架ける 에엔다케가 후타리오 카케루[*]) | 크리스탈 3기 9-12화      | 노지마 켄지                  |

### 삽입곡
달을 대신해 혼내주겠어 (月に代わっておしおきよ) (21화)
작사 - 토미타 스케히로 / 작곡・편곡 - 아리사와 타카노리 / 노래 - 미츠이시 코토노, 토미자와 미치에, 히사카와 아야
내버려 둘 수 없어 (ほっとけないよ) (38・54화)
작사 - 타케우치 나오코 / 작곡 - 야마시타 야스후미 / 편곡 - 사토 카즈오 / 노래 - 토미자와 미치에, 히사카와 아야
환상의 은수정 ~ 실버 크리스탈 (幻の銀水晶～シルバークリスタル) (34화)
작사 - 타케우치 나오코 / 작곡 - 하시즈메 마키코, 사토 카즈오 / 편곡 - 사토 카즈오 / 노래 - アップルパイ
꿈꾸기만 하면 안돼 (夢見るだけじゃダメ) (40화)
작사 - 코구치 유키코 / 작곡・편곡 - 무라카미 키요시 / 노래 - 미츠이시 코토노
You're Just My Love (46화)
작사 - 와타나베 나츠미 / 작곡・편곡 - 마스다 이즈미 / 노래 - 미츠이시 코토노, 후루야 토오루
당신 탓이 아니야 (あなたのせいじゃない) (49화)
작사 - 요코야마 타케시 / 작곡・편곡 - 아리사와 타카노리 / 노래 - 시노하라 에미
영원의 멜로디 (永遠のメロディー) (54화)
작사 - 노다 카오루 / 작곡 - 마스다 이즈미 / 편곡 - 아카사카 토오루 / 노래 - 토미자와 미치에
같은 눈물을 나누며 (同じ涙を分け合って) (62・144화)
작사 - 시라미네 미츠코 / 작곡 - 우에노 요시오 / 편곡 - 쿄다 세이이치 / 노래 - 히사카와 아야
사랑의 전사(愛の戦士) (68・89・102화)
작사 - 芹沢類 / 작곡・편곡 - 카시와라 노부히코 / 노래 – 이시다 요코
La Soldier (88화)
작사 – 후유모리 카요코 / 작곡・편곡 – 코사카 아키코 / 노래 – 사쿠라코 클럽 사쿠라구미(桜っ子クラブさくら組)
아즈사 2호 (あずさ2号) (99화)
작사 – 류 마치코 / 작곡 – 토쿠라 슌이치 / 노래 - 시마다 빈
Route Venus (ルートヴィーナス) (154・192화)
작사 - 타케우치 나오코 / 작곡 – 나가이 마코토 / 편곡 - 카시와라 노부히코 / 코러스편곡 - 카시와라 노부히코, 나가이 마코토 / 노래 – 후카미 리카
세일러 팀의 테마 (セーラーチームのテーマ) (161화)
작사 - 타케우치 나오코 / 작곡 – 코사카 아키코 / 편곡 – 토츠카 오사무 / 노래 – 아사카와 히로코
더 멋진 아침이 올 거야 (もっとすてきな朝がくるよ) (178화)
작사 - 中田有博 / 작곡 – 키요오카 치호 / 편곡 - HΛL / 노래 – 하나자와 카에
유성에게 (流れ星へ) (185・189 - 191・193 - 195화)
작사 - 타케우치 나오코 / 작곡 – 스즈키 키자부로 / 편곡 – 오오타니 카즈오 / 노래 - 니이야마 시호, 츠노다 나루미, 사카모토 치카
닿지 않는 마음 – My Friends Love - (届かぬ想い－My Friends Love－) (188화)
작사 - 타케우치 나오코 / 작곡・편곡 - 아리사와 타카노리 / 노래 – 니이야마 시호, 츠노다 나루미, 사카모토 치카
I am 세일러문 (I am セーラームーン) (114화)
작사：타케우치 나오코 / 작곡 – 나가이 마코토 / 편곡 – 하야시 유조 / 노래 - 미츠이시 코토노

### 배경음악
시리즈 전편을 통해 배경음악을 담당했던 아리사와 타카노리의 음악은 평가가 높고, 아리사와 타카노리는 이 세일러문 시리즈의 음악으로 JASRAC의 JASRAC 상을 수상했다.
큰 특징은 변신장면이나 필살기술에서 같은 도로 화음을 쌓는 특징적인 음계를 사용하는 것을 들수있다.
- SM - 변신장면과 아이캐치로 4퇴적 화음(B, E, A, D, G, C) 필살 기술 「문 힐링 에스컬레이션」(은수정 취득 이전)에서 온음음계
- R - 변신 아이템 사용시 ジングル(징글) 4도 화음 쌇기
- S - 변신 아이템 사용시 ジングル(징글) 5도 화음 쌓기(C, G, D, A, E, B, [E♭, B♭, F, C]), 필살기술「문 스파이럴 하트 어택」및 「레인보우 문 하트 에이크」차회 예고 (15초) 끝에 (이상 공통) 4도 화음 쌓기(G, C, F, B♭, E♭, A♭),「하트 어택」 SE(장난감에도 효과음으로 수록)에서 온음음계
- SS - 변신장면 및 다음예고 도입 (이상 공통) 4도 화음 쌓기(F, B♭, E♭, A♭)

백 코러스가 「세일러문」이라고 노래하는 것도 큰 특징이다. 코러스에는 이외의 대사가 아닌 나머지는 스캣이 약간 들어가는것만으로 매우 효과적이었다. 극장판 R 이후 다른 세일러 전사의 변신장면에 따라 그 캐릭터 이름이 백 코러스에 들어가는 각 캐릭터 전용 변신 음악도 만들어졌다. 이 코러스의 사용은 아리사와 타카노리가 1980년대 초반 코러스 그룹「SOAP」를 결성해있었던 영향이 크다.
기타 - R에서는 색소폰과 클라리넷, S에서는 (카이오 미치루의 특기에 맞춰)바이올린의 특징적인 솔로를 포함한 곡이 많이 사용되었다.

## 관련 DVD

### 주제가 싱글
|    | 발매일           | 제목                                            | 규격번호   |
| -- | ---------------- | ----------------------------------------------- | ---------- |
| 1  | 1992년 3월 21일  | ムーンライト伝説/HEART MOVING                   | CODC-8995  |
| 2  | 1992년 10월 21일 | プリンセス・ムーン/タキシード・ナイト           | CODC-110   |
| 3  | 1993년 3월 21일  | 乙女のポリシー/好きと言って                     | CODC-160   |
| 4  | 1993년 12월 1일  | Moon Revenge/I am セーラームーン                | FMDC-505   |
| 5  | 1994년 10월 1일  | タキシード・ミラージュ/愛の戦士                 | CODC-395   |
| 6  | 1994년 12월 1일  | Moonlight Destiny/セーラーチームのテーマ        | FMDC-515   |
| 7  | 1995년 4월 1일   | 私たちになりたくて                              | CODA-620   |
| 8  | 1995년 5월 20일  | Moonlight Destiny/Moon Revenge                  | FMDC-520   |
| 9  | 1995년 7월 21일  | “らしく”いきましょ/ムーンライト伝説             | CODC-689   |
| 10 | 1995년 12월 1일  | Morning Moonで会いましょう/三時の妖精           | CODC-767   |
| 11 | 1996년 4월 20일  | 風も空もきっと…                                 | CODA-913   |
| 12 | 1996년 4월 20일  | セーラースターソング                            | CODA-914   |
| 13 | 1997년 11월 21일 | 美少女戦士セーラームーン キャラクタービジョンCD | COCC-14695 |
| 14 | 2000년 6월 21일  | ムーンライト伝説/乙女のポリシー                 | CODC-1873  |

### 캐릭터 싱글
|   | 발매일         | 제목                     | 규격번호 |
| - | -------------- | ------------------------ | -------- |
| 1 | 1994년 3월 1일 | 愛はエナジー             | CODC-378 |
| 2 | 1994년 3월 1일 | 恋人にはなれないけど     | CODC-379 |
| 3 | 1994년 3월 1일 | わたしの彼 銀河編        | CODC-380 |
| 4 | 1994년 3월 1일 | せつなくていい           | CODC-381 |
| 5 | 1994년 3월 1일 | 忘れるために恋をしないで | CODC-382 |

|    | 발매일           | 제목                                    | 규격번호  |
| -- | ---------------- | --------------------------------------- | --------- |
| 1  | 1996년 7월 20일  | 流れ星へ/とどかぬ想い-my friend's love- | CODC-984  |
| 2  | 1996년 10월 19일 | 銀河一身分違いな片想い                  | CODC-1049 |
| 3  | 1996년 10월 19일 | 力を合わせて                            | CODC-1050 |
| 4  | 1996년 10월 19일 | 真夜中ひとり                            | CODC-1051 |
| 5  | 1996년 10월 19일 | ゴールデンクイーン・ギャラクシア        | CODC-1052 |
| 6  | 1996년 11월 1일  | セーラームーン・クリスマス              | CODC-1059 |
| 7  | 1996년 12월 21일 | 戦士の想い                              | CODC-1073 |
| 8  | 1996년 12월 21일 | 愛をしんじてる                          | CODC-1082 |
| 9  | 1996년 12월 21일 | あしたもまた自転車                      | CODC-1083 |
| 10 | 1996년 12월 21일 | 炎の狙撃者（FLAME SNIPER）              | CODC-1084 |
| 11 | 1996년 12월 21일 | We believe you                          | CODC-1085 |
| 12 | 1996년 12월 21일 | 愛の女神のHow to love                   | CODC-1086 |
| 13 | 1996년 12월 21일 | バイバイって言った                      | CODC-1087 |

### 보컬 앨범
|    | 발매일                                                           | 제목                                                               | 규격번호                                           |
| -- | ---------------------------------------------------------------- | ------------------------------------------------------------------ | -------------------------------------------------- |
| 1  | 1992 7월 1일 2010년 3월 17일 (재발매)                            | 美少女戦士セーラームーン 〜愛はどこにあるの?〜                     | COCC-10059 COCX-36148 (재발매)                     |
| 2  | 1992년 11월 21일 2010년 3월 17일 (재발매)                        | 美少女戦士セーラームーン 〜In Another Dream〜                      | COCC-10509 COCX-36148 (재발매)                     |
| 3  | 1993년 6월 1일 2001년 6월 21일 (재발매) 2010년 3월 17일 (재발매) | 美少女戦士セーラームーンR 〜未来へ向かって〜                       | COCC-10838 COCX-31391 (재발매) COCX-36150 (재발매) |
| 4  | 1994년 4월 1일                                                   | 美少女戦士セーラームーンR -Symphonic Poem-                         | COCC-11579                                         |
| 5  | 1994년 4월 21일                                                  | 美少女戦士セーラームーンR 〜乙女の詩集〜                           | FMCC-5026                                          |
| 6  | 1994년 9월 21일                                                  | 美少女戦士セーラームーンS ウラヌス・ネプチューン・ちびムーン・PLUS | FMCC-5039                                          |
| 7  | 1994년 9월 21일                                                  | 美少女戦士セーラームーン ブラスファンタジー                        | FMCC-5040                                          |
| 8  | 1994년 9월 21일                                                  | 美少女戦士セーラームーン 女声合唱とピアノのための合唱組曲          | FMCC-5042                                          |
| 9  | 1994년 11월 21일                                                 | 美少女戦士セーラームーンS BIG BOX                                  | FMZX-1-1 (12cmCD) FMZX-1-2 (카세트 테이프)         |
| 10 | 1995년 3월 21일                                                  | 美少女戦士セーラームーンSuperS in Paris                            | FMCC-5056                                          |
| 11 | 1995년 8월 10일 2002년 10월 19일 (재발매)                        | 美少女戦士セーラームーンSuperS テーマソングコレクション            | COCC-12809 COCX-31982 (재발매)                     |
| 12 | 1995년 12월 1일                                                  | 美少女戦士セーラームーンSuperS Christmas For You                   | COCC-13058                                         |
| 13 | 1996년 5월 21일                                                  | 美少女戦士セーラームーン Best Song Collection Pretty Cast          | COCC-13403                                         |
| 14 | 1996년 9월 21일                                                  | 美少女戦士セーラームーン Best Song Collection                      | COCC-13720                                         |
| 15 | 1996년 11월 1일                                                  | 美少女戦士セーラームーン セーラースターズ Merry Christmas!         | COCC-13827                                         |
| 16 | 2000년 6월 21일                                                  | 美少女戦士セーラームーンWorld Super Best                           | COCX-30947                                         |

### 사운드 트랙
|    | 발매일                                    | 제목                                                                     | 규격번호                        |
| -- | ----------------------------------------- | ------------------------------------------------------------------------ | ------------------------------- |
| 1  | 1992년 5월 1일 2010년 3월 17일 (재발매)   | 美少女戦士セーラームーン 〜音楽集〜                                      | COCC-9896 COCX-36146 (재발매)   |
| 2  | 1993년 4월 1일 2010년 3월 17일 (재발매)   | 美少女戦士セーラームーンR -音楽集-                                       | COCC-10705 COCX-36149 (재발매)  |
| 3  | 1994년 6월 21일 2010년 3월 17일 (재발매)  | 美少女戦士セーラームーンS 音楽集                                         | COCC-11777 COCX-36152 (재발매)  |
| 4  | 1994년 7월 1일                            | 美少女戦士セーラームーン Music Fantasy                                   | FMCC-5020                       |
| 5  | 1994년 12월 21일 2010년 3월 17일 (재발매) | 美少女戦士セーラームーンS ミュージックコレクション                       | FMCC-5050 COCX-36153 (재발매)   |
| 6  | 1995년 2월 21일                           | 美少女戦士セーラームーンS ミュージックファンタジー                       | FMCC-5054                       |
| 7  | 1995년 9월 1일 2010년 3월 17일 (재발매)   | 美少女戦士セーラームーンSuperS -音楽集-                                  | COCC-12836 COCX-36154 (재발매)  |
| 8  | 1995년 9월 21일                           | 美少女戦士セーラームーンSuperS Piano Fantasia                            | COCC-12881                      |
| 9  | 1995년 9월 21일                           | 美少女戦士セーラームーンSuperS Orgel Fantasia                            | COCC-12882                      |
| 10 | 1995년 12월 21일 2010년 3월 17일 (재발매) | 美少女戦士セーラームーンSuperS ミュージックコレクション                  | COCC-13061 COCX-36155 (재발매)  |
| 11 | 1996년 6월 21일                           | 美少女戦士セーラームーン ミュージックコレクション Extra Version          | COCC-13402                      |
| 12 | 1996년 7월 20일 2010년 3월 17일 (재발매)  | 美少女戦士セーラームーン セーラースターズ ミュージックコレクション       | COCC-135761 COCX-36156 (재발매) |
| 13 | 1996년 8월 21일 2010년 3월 17일 (재발매)  | 美少女戦士セーラームーン セーラースターズ ミュージックコレクション Vol.2 | COCC-13660 COCX-36157 (재발매)  |

### CD-BOX
| 1997년 9월 20일 | 美少女戦士セーラームーン メモリアルソングBOX | COCC-14459/64 (6매조) |
| 수록장 |                                              |                       |
| Disc.1 TVシリーズ主題歌コレクション COCC-14459 Disc.2 美少女戦士セーラームーン ソングコレクション COCC-14460 Disc.3 美少女戦士セーラームーンR ソングコレクション+劇場版主題歌コレクション COCC-14461 Disc.4 美少女戦士セーラームーン セーラースターズ ソングコレクション COCC-14462 Disc.5 美少女戦士セーラームーン セーラースターズ プロローグ&ポエムコレクション COCC-14463 Disc.6 美少女戦士セーラームーンシリーズ 未発表カラオケベストコレクション COCC-14464 |                                              |                       |

| 1998년 2월 21일 | 美少女戦士セーラームーン メモリアルミュージックBOX | COCC-14785/94 (10매조) |
| 수록장 |                                                    |                        |
| Disc.1 美少女戦士セーラームーン ミュージックコレクション - 1 COCC-14785 Disc.2 美少女戦士セーラームーン ミュージックコレクション - 2 COCC-14786 Disc.3 美少女戦士セーラームーンR ミュージックコレクション COCC-14787 Disc.4 美少女戦士セーラームーンS ミュージックコレクション COCC-14788 Disc.5 美少女戦士セーラームーンSuperS ミュージックコレクション COCC-14789 Disc.6 美少女戦士セーラームーン セーラースターズ ミュージックコレクション - 1 COCC-14790 Disc.7 美少女戦士セーラームーン セーラースターズ ミュージックコレクション - 2 COCC-14791 Disc.8 美少女戦士セーラームーンR劇場版 ミュージックコレクション COCC-14792 Disc.9 美少女戦士セーラームーンS劇場版 ミュージックコレクション COCC-14793 Disc.10 美少女戦士セーラームーンSuperS劇場版 ミュージックコレクション COCC-14794 |                                                    |                        |

### 드라마 CD
|   | 발매일          | 제목                                   | 규격번호  |
| - | --------------- | -------------------------------------- | --------- |
| 1 | 1994년 4월 21일 | 美少女戦士セーラームーンR 〜ドラマ編〜 | FMCC-5027 |
| 2 | 1995년 2월 21일 | 美少女戦士セーラームーンS ドラマ編     | FMCC-5055 |

|   | 발매일          | 제목                                                      | 규격번호   |
| - | --------------- | --------------------------------------------------------- | ---------- |
| 1 | 1998년 6월 20일 | 美少女戦士セーラームーン サウンド・ドラマ・コレクション1  | COCC-15204 |
| 2 | 1998년 6월 20일 | 美少女戦士セーラームーン サウンド・ドラマ・コレクション2  | COCC-15205 |
| 3 | 1998년 6월 20일 | 美少女戦士セーラームーン サウンド・ドラマ・コレクション3  | COCC-15206 |
| 4 | 1998년 6월 20일 | 美少女戦士セーラームーンR サウンド・ドラマ・コレクション1 | COCC-15207 |
| 5 | 1998년 6월 20일 | 美少女戦士セーラームーンR サウンド・ドラマ・コレクション2 | COCC-15208 |
| 6 | 1998년 6월 20일 | 美少女戦士セーラームーンS サウンド・ドラマ・コレクション  | COCC-15209 |

### 트리뷰트 앨범
|   | 발매일          | 제목                                                           | 규격번호  |
| - | --------------- | -------------------------------------------------------------- | --------- |
| 1 | 2014년 1월 29일 | 美少女戦士セーラームーン THE 20TH ANNIVERSARY MEMORIAL TRIBUTE | KICA-3218 |

## 외주의 방송사
- 미국 카툰 네트워크, USA네트워크
- 캐나다 YTV, TVA
- 오스트레일리아 ABC, 세븐 네트워크, 폭스키즈
- 독일 ZDF
- 프랑스 TF1
- 핀란드 Sub
- 네덜란드 Yorin
- 벨기에 VIER
- 폴란드 TV4, Poland
- 러시아 2X2, M1, TNT
- 헝가리 RTL, Klub
- 대한민국 KBS, 대원방송
- 중화민국 CTS, EBC
- 홍콩 TVB
- 필리핀 ABS-CBN